# Valáquia
Valáquia (em romeno: Țara Românească, lit. "A Terra Romena" ou "O País Romeno"; Romeno antigo: Țeara Rumânească, alfabeto cirílico romeno: Цѣра Рꙋмѫнѣскъ) é uma região histórica e geográfica da atual Romênia. Está situado ao norte do Baixo Danúbio e ao sul dos Cárpatos Meridionais. A Valáquia era tradicionalmente dividida em duas seções, Muntênia (Grande Valáquia) e Oltênia (Pequena Valáquia). Dobruja às vezes pode ser considerada uma terceira seção devido à sua proximidade e breve domínio sobre ela. A Valáquia como um todo é às vezes chamada de Muntênia devido à identificação com a maior das duas seções tradicionais.
A Valáquia foi fundada como um principado no início do século XIV por Bassarabe após uma rebelião contra Carlos I da Hungria, embora a primeira menção do território da Valáquia a oeste do rio Olt remonte a uma carta dada ao voivoda Seneslau em 1246 por Bela IV da Hungria. Em 1417, a Valáquia foi forçada a aceitar a suserania do Império Otomano;  isso durou até o século XIX.
Em 1859, a Valáquia se uniu à Moldávia para formar os Principados Unidos, que adotaram o nome Romênia em 1866 e se tornaram oficialmente o Reino da Romênia em 1881. Mais tarde, após a dissolução do Império Austro-Húngaro e a resolução dos representantes eleitos dos romenos em 1918, Bucovina, Transilvânia e partes de Banato, Crișana e Maramureș foram alocadas ao Reino da Romênia, formando assim o moderno estado romeno.

## Etimologia
O nome Valáquia é um exônimo, geralmente não usado pelos próprios romenos, que usavam a denominação "Țara Românească" – País Romeno ou Terra Romena, embora apareça em alguns textos romenos como Valahia ou Vlahia. Deriva do termo walhaz usado pelos povos germânicos e pelos primeiros eslavos para se referir aos romanos e outros falantes de línguas estrangeiras. No noroeste da Europa, isso deu origem a Gales, Cornualha e Valônia, entre outros, enquanto no sudeste da Europa foi usado para designar falantes do idioma românico e, posteriormente, pastores em geral.
Nos textos eslavos do início da Idade Média, o nome Zemli Ungro-Vlahiskoi (Земли Унгро-Влахискои ou "Terra Húngara-Valáquia") também foi usada como designação para a região. O termo, traduzido em romeno como "Ungrovalahia", permaneceu em uso até a era moderna em um contexto religioso, referindo-se à sede metropolitana ortodoxa romena de Húngaro-Valáquia, em contraste com Tessália ou Grande Valáquia na Grécia ou Pequena Valáquia (Mala Vlaška) na Sérvia.  As designações do estado em língua romena eram Muntenia (A Terra das Montanhas), Țara Rumânească (a Terra Romena), Valahia e, raramente, România.  A variante ortográfica Țara Românească foi adotada em documentos oficiais em meados do século XIX; no entanto, a versão com u permaneceu comum em dialetos locais até muito mais tarde. 
Por longos períodos após o século XIV, a Valáquia foi chamada de Vlashko (em búlgaro: Влашко) por fontes búlgaras, Vlaška (em sérvio: Влашка) por fontes sérvias, Voloschyna (em ucraniano: Волощина) por fontes ucranianas, e Walachei ou Walachey por fontes de língua alemã (principalmente saxônicas da Transilvânia). O nome tradicional húngaro para a Valáquia é Havasalföld, literalmente "Terras baixas nevadas", cuja forma mais antiga é Havaselve, que significa "Terra além das montanhas nevadas" ("montanhas nevadas" refere-se aos Cárpatos Meridionais (os Alpes da Transilvânia)  ); sua tradução para o latim, Transalpina foi usado nos documentos reais oficiais do Reino da Hungria. Em turco otomano, o termo Eflâk Prensliği, ou simplesmente Eflâk افلاق, aparece. (Note-se que numa reviravolta da sorte linguística totalmente a favor da posteridade oriental dos valáquios, este topónimo, pelo menos de acordo com a fonotática do turco moderno, é homófono de outra palavra, افلاك, que significa "céus"). Em albanês antigo, o nome era "Gogënia", que era usado para denotar falantes não albaneses. 
Crônicas árabes do século XIII usavam o nome Valáquia em vez de Bulgária. Eles deram as coordenadas da Valáquia e especificaram que a Valáquia era chamada de al-Awalak e os moradores ulaqut ou ulagh. 
A área de Oltênia na Valáquia também era conhecida em turco como Kara-Eflak ("Valáquia Negra") e Kuçuk-Eflak ("Pequena Valáquia"),  enquanto a primeira também foi usada para a Moldávia. 

## História

### Antiguidade
Na Segunda Guerra Dácia (105 d.C.), a Oltênia ocidental tornou-se parte da província romana da Dácia, com partes da Valáquia posterior incluídas na província da Mésia Inferior. O limes romano foi construído inicialmente ao longo do rio Olt em 119 antes de ser movido ligeiramente para o leste no século II, período em que se estendeu do Danúbio até Rucăr, nos Cárpatos. A linha romana recuou para Olt em 245 e, em 271, os romanos se retiraram da região.

A área também foi submetida à romanização durante o Período de Migração, quando a maior parte da atual Romênia também foi invadida pelos godos e sármatas, conhecidos como cultura Chernyakhov, seguidos por ondas de outros nômades. Em 328, os romanos construíram uma ponte entre Sucidava e Oescus (perto de Gigen), o que indica que havia um comércio significativo com os povos ao norte do Danúbio. Um curto período de domínio romano na área é atestado pelo imperador Constantino, o Grande,  depois que ele atacou os godos (que se estabeleceram ao norte do Danúbio) em 332. O período de domínio godo terminou quando os hunos chegaram à Bacia da Panônia e, sob o comando de Átila, atacaram e destruíram cerca de 170 assentamentos em ambos os lados do Danúbio.

### Alta Idade Média
A influência bizantina é evidente durante o quinto ao sexto século, como no local da cultura Ipotești–Cândești, mas a partir da segunda metade do século VI e no século VII, os eslavos cruzaram o território da Valáquia e se estabeleceram nele, a caminho de Bizâncio, ocupando a margem sul do Danúbio.  Em 593, o comandante-chefe bizantino Prisco derrotou os eslavos, ávaros e gépidas no futuro território da Valáquia e, em 602, os eslavos sofreram uma derrota crucial na área; Flávio Maurício Tibério, que ordenou que seu exército fosse implantado ao norte do Danúbio, encontrou forte oposição de suas tropas. 

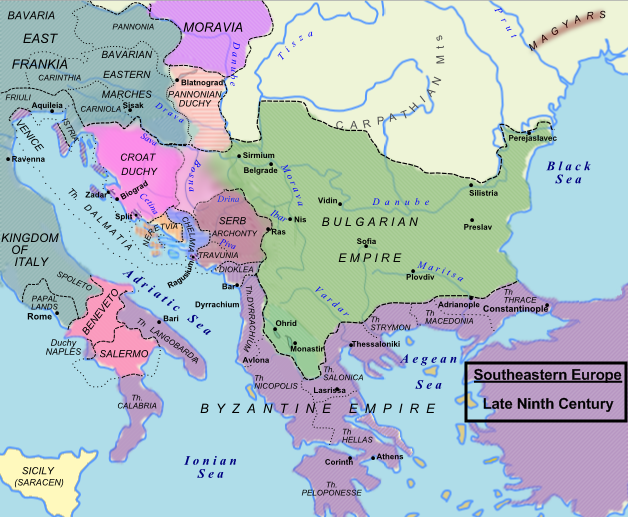
As "terras búlgaras do outro lado do Danúbio" no século IX, após a expansão territorial sob Krum, Omurtag e Presian

Desde sua fundação em 681 até aproximadamente a conquista da Transilvânia pelos húngaros no final do século X, o Primeiro Império Búlgaro controlou o território da Valáquia. Com o declínio e a subsequente conquista bizantina da Bulgária (da segunda metade do século X até 1018), a Valáquia ficou sob o controle dos pechenegues, povos turcos que estenderam seu domínio para o oeste durante os séculos X e XI, até serem derrotados por volta de 1091, quando os cumanos do sul da Rutênia assumiram o controle das terras da Valáquia.  A partir do século X, fontes bizantinas, búlgaras, húngaras e, mais tarde, ocidentais mencionam a existência de pequenos estados, possivelmente povoados, entre outros, por valáquios liderados por knyazes e voivodas.
Em 1241, durante a invasão mongol da Europa, o domínio cumano terminou - um domínio mongol direto sobre a Valáquia não foi atestado.  Parte da Valáquia foi provavelmente brevemente disputada pelo Reino da Hungria e pelos búlgaros no período seguinte,  mas parece que o severo enfraquecimento da autoridade húngara durante os ataques mongóis contribuiu para o estabelecimento de novas e mais fortes políticas atestadas na Valáquia nas décadas seguintes. 

### Criação

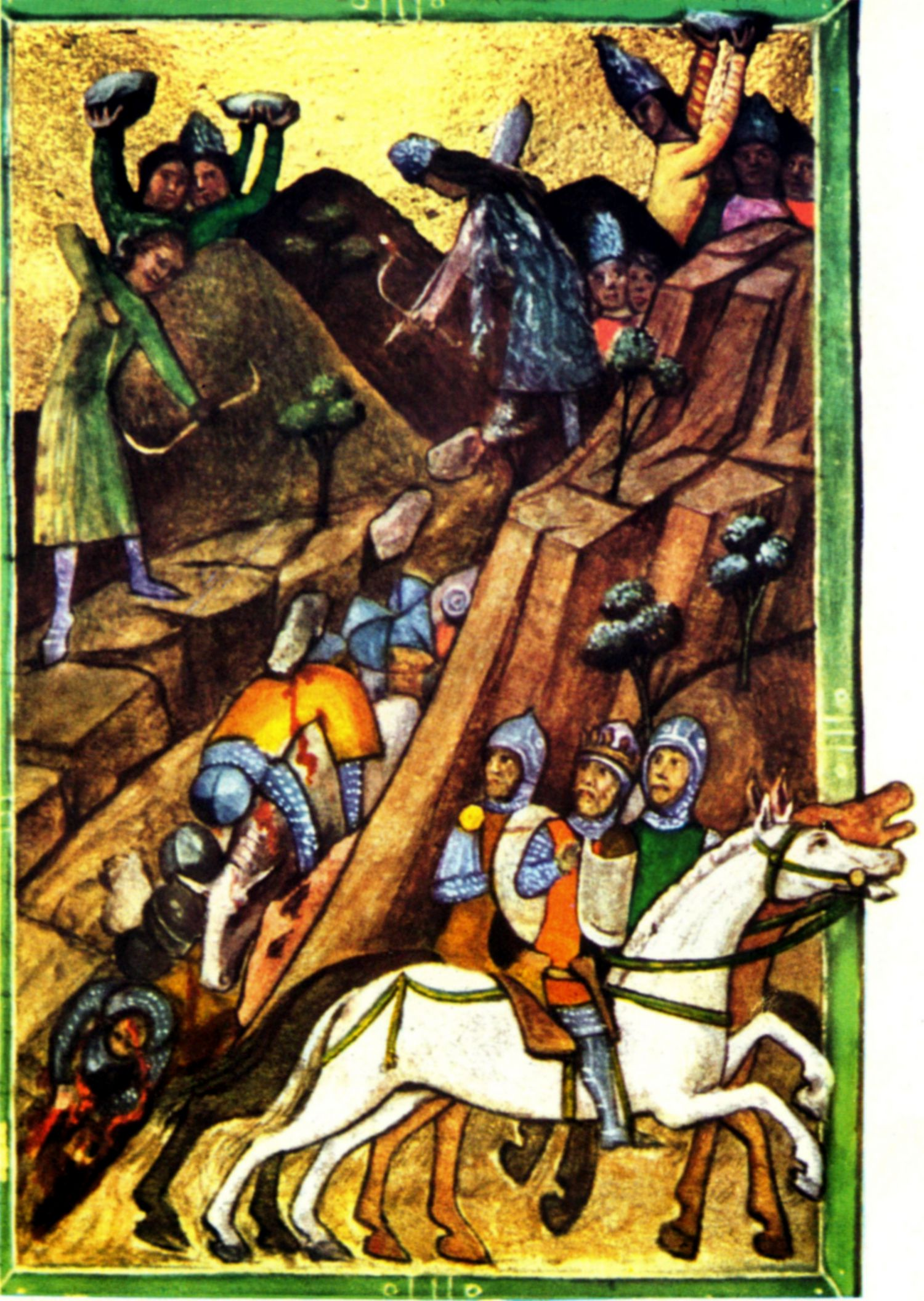
A Batalha de Posada no Chronicon Pictum

Uma das primeiras evidências escritas de voivodas locais está relacionada a Litovoi (1272), que governou terras de cada lado dos Cárpatos (incluindo o País de Hațeg na Transilvânia) e se recusou a pagar tributo a Ladislau IV da Hungria . Seu sucessor foi seu irmão Bărbat (1285–1288). O enfraquecimento contínuo do estado húngaro por novas invasões mongóis (1285–1319) e a queda da Casa de Arpades abriram caminho para a unificação das políticas da Valáquia e para a independência do domínio húngaro.

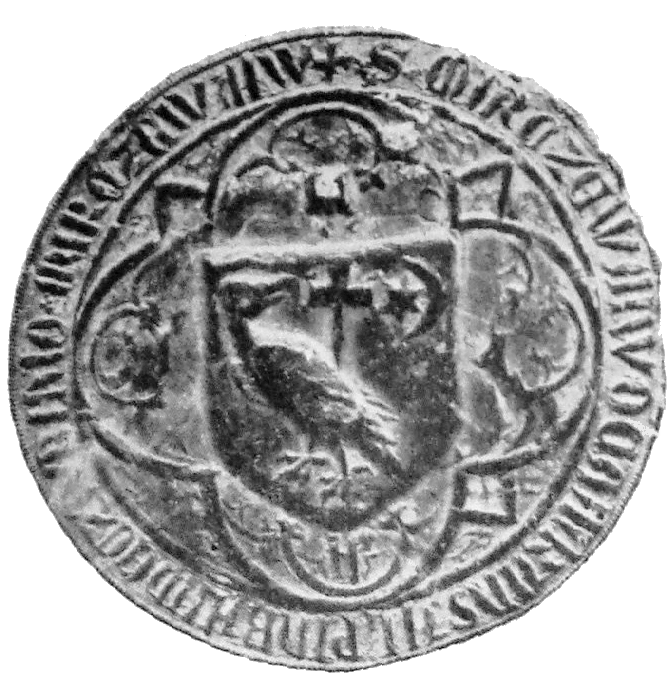
O selo do Voivoda Mircea I da Valáquia de 1390, representando o brasão de armas da Valáquia

A criação da Valáquia, considerada pelas tradições locais como obra de Radu Negru (Radu Negro), está historicamente ligada a Bassarabe I da Valáquia (1310–1352), que se rebelou contra Carlos I da Hungria e assumiu o governo de ambos os lados do Olt, estabelecendo sua residência em Câmpulung como o primeiro governante da Dinastia Bassarabe. Basarab recusou-se a conceder à Hungria as terras de Făgăraș, Almaș e o Banato de Severin, derrotou Carlos na Batalha de Posada (1330) e, de acordo com o historiador romeno Ștefan Ștefănescu, estendeu suas terras para o leste, para compreender terras até Kiliya no Budjak (supostamente fornecendo a origem da Bessarábia);  o suposto domínio sobre este último não foi preservado pelos príncipes que se seguiram, pois Kilia estava sob o domínio dos Nogais c. 1334. 
Há evidências de que o Segundo Império Búlgaro governou, pelo menos nominalmente, as terras da Valáquia até o corredor Rucăr–Bran até o final do século XIV. Em uma carta de Radu I, o voivoda da Valáquia solicita que o czar Ivan Alexandre da Bulgária ordene que seus funcionários alfandegários em Rucăr e na ponte do rio Dâmboviţa cobrem impostos de acordo com a lei. A presença de funcionários da alfândega búlgara nos Cárpatos indica uma suserania búlgara sobre essas terras, embora o tom imperativo de Radu indique uma forte e crescente autonomia valáquia.  Sob Radu I e seu sucessor Dan I, os reinos da Transilvânia e Severin continuaram a ser disputados com a Hungria.  Bassarabe foi sucedido por Nicolau Alexandre, seguido por Ladislau I. Ladislau atacou a Transilvânia depois que Luís I ocupou terras ao sul do Danúbio, concedeu reconhecê-lo como suserano em 1368, mas se rebelou novamente no mesmo ano; seu governo também testemunhou o primeiro confronto entre a Valáquia e o Império Otomano (uma batalha na qual Ladislau se aliou a Ivan Shishman). 

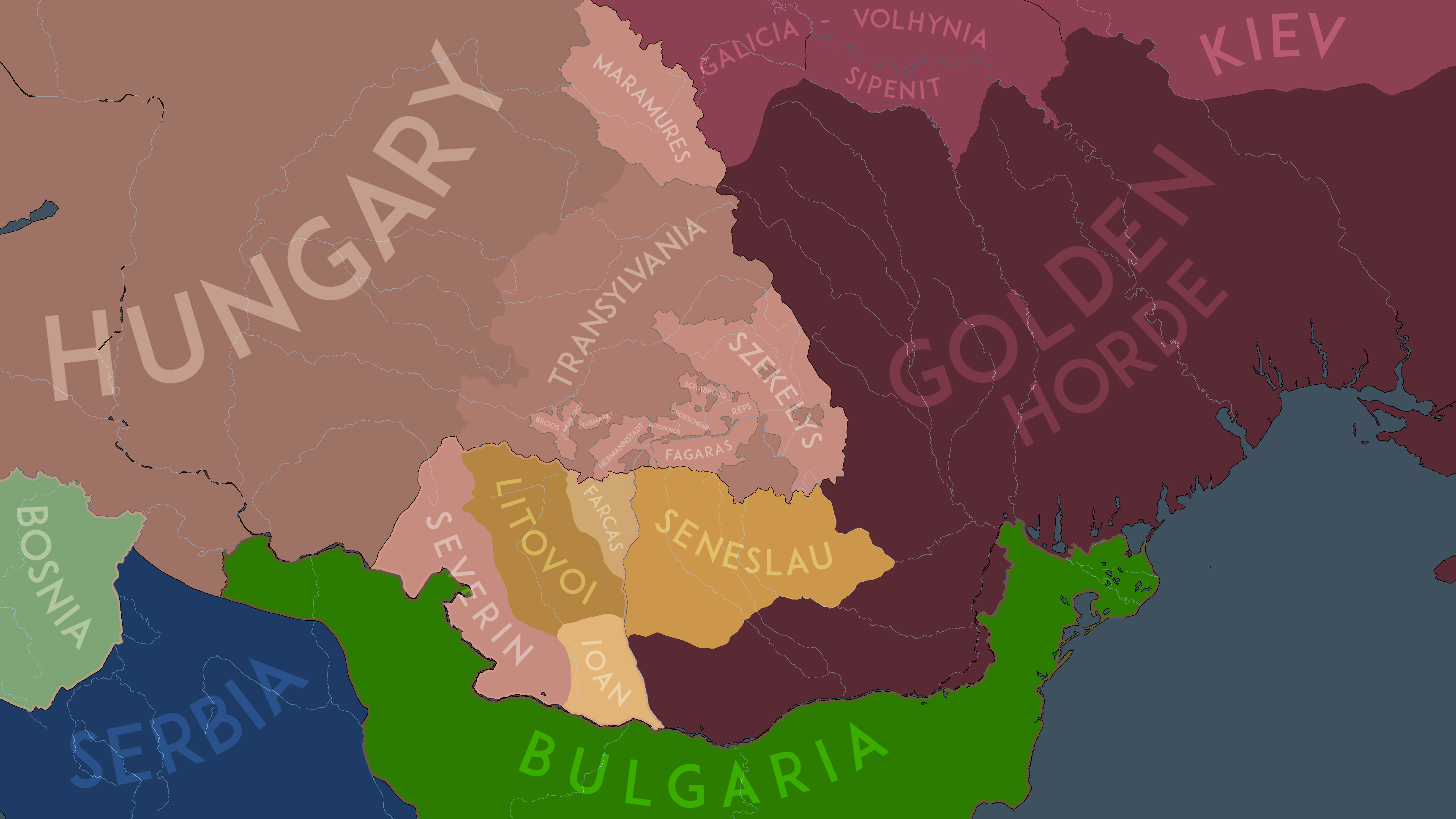
A situação política na Bacia dos Cárpatos no ano de 1246 d.C., antes da entrada em vigor do Diploma dos Joanitas

### 1400–1600

#### Mircea, o Velho até Radu, o Grande

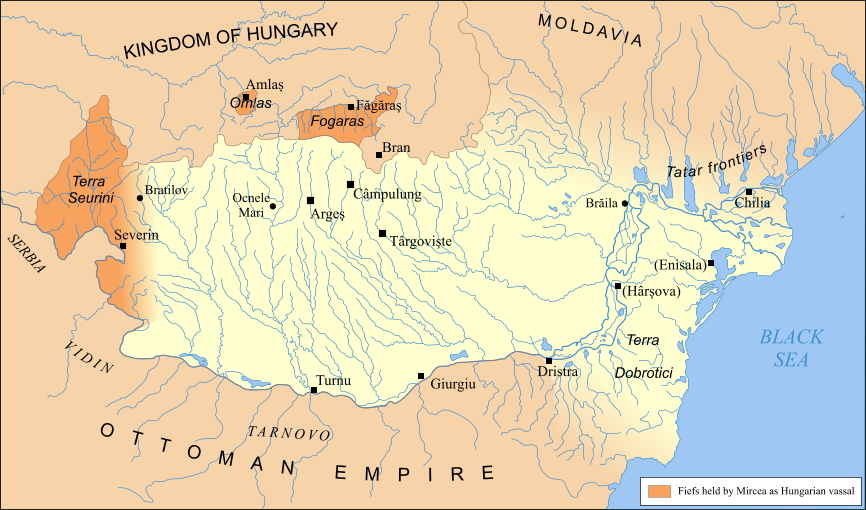
Territórios ocupados pelo príncipe valáquio Mircea, o Velho, c. 1390

À medida que todos os Bálcãs se tornaram parte integrante do crescente Império Otomano (um processo que terminou com a queda de Constantinopla para o sultão Maomé II, o Conquistador em 1453), a Valáquia se envolveu em confrontos frequentes nos anos finais do reinado de Mircea I (r. 1386–1418). Mircea derrotou inicialmente os otomanos em várias batalhas, incluindo a Batalha de Rovine em 1394, expulsando-os de Dobruja e estendendo brevemente seu governo ao Delta do Danúbio, Dobruja e Silistra (c. 1400–1404).  Ele oscilou entre alianças com Sigismundo, Sacro Imperador Romano, e a Coroa do Reino da Polônia (participando da Batalha de Nicópolis),  e aceitou um tratado de paz com os otomanos em 1417, depois que Maomé I assumiu o controle de Turnu Măgurele e Giurgiu.  Os dois portos permaneceram parte do estado otomano, com breves interrupções, até 1829. Em 1418-1420, Miguel I derrotou os otomanos em Severin, apenas para ser morto em batalha pela contra-ofensiva; em 1422, o perigo foi evitado por um curto período quando Dan II infligiu uma derrota a Murade II com a ajuda de Pippo Spano. 

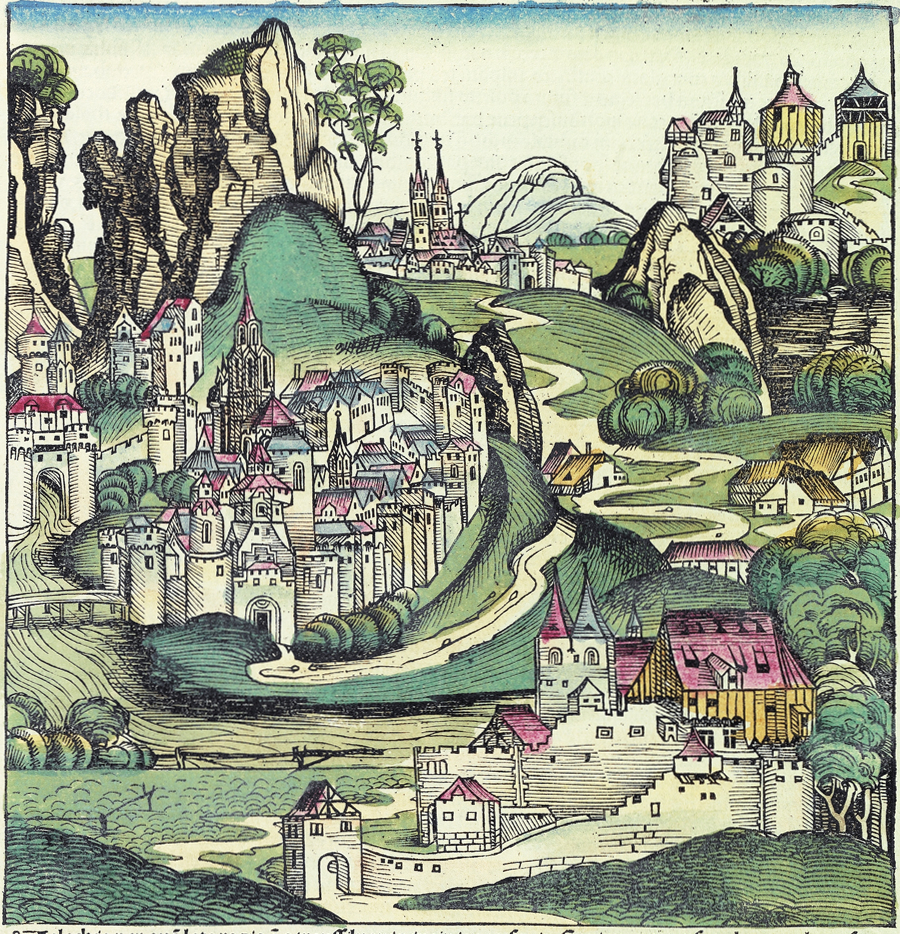
Valáquia conforme retratada na Crônica de Nuremberg de 1493

A paz assinada em 1428 inaugurou um período de crise interna, pois Dan teve que se defender contra Radu II, que liderou a primeira de uma série de coligações de boiardos contra príncipes estabelecidos.  Vitoriosos em 1431 (o ano em que Alexandre I Aldea, apoiado pelos boiardos, assumiu o trono), os boiardos receberam golpes sucessivos de Vlad II Dracul (1436–1442; 1443–1447), que, no entanto, tentou chegar a um acordo entre o sultão otomano e o Sacro Império Romano. 

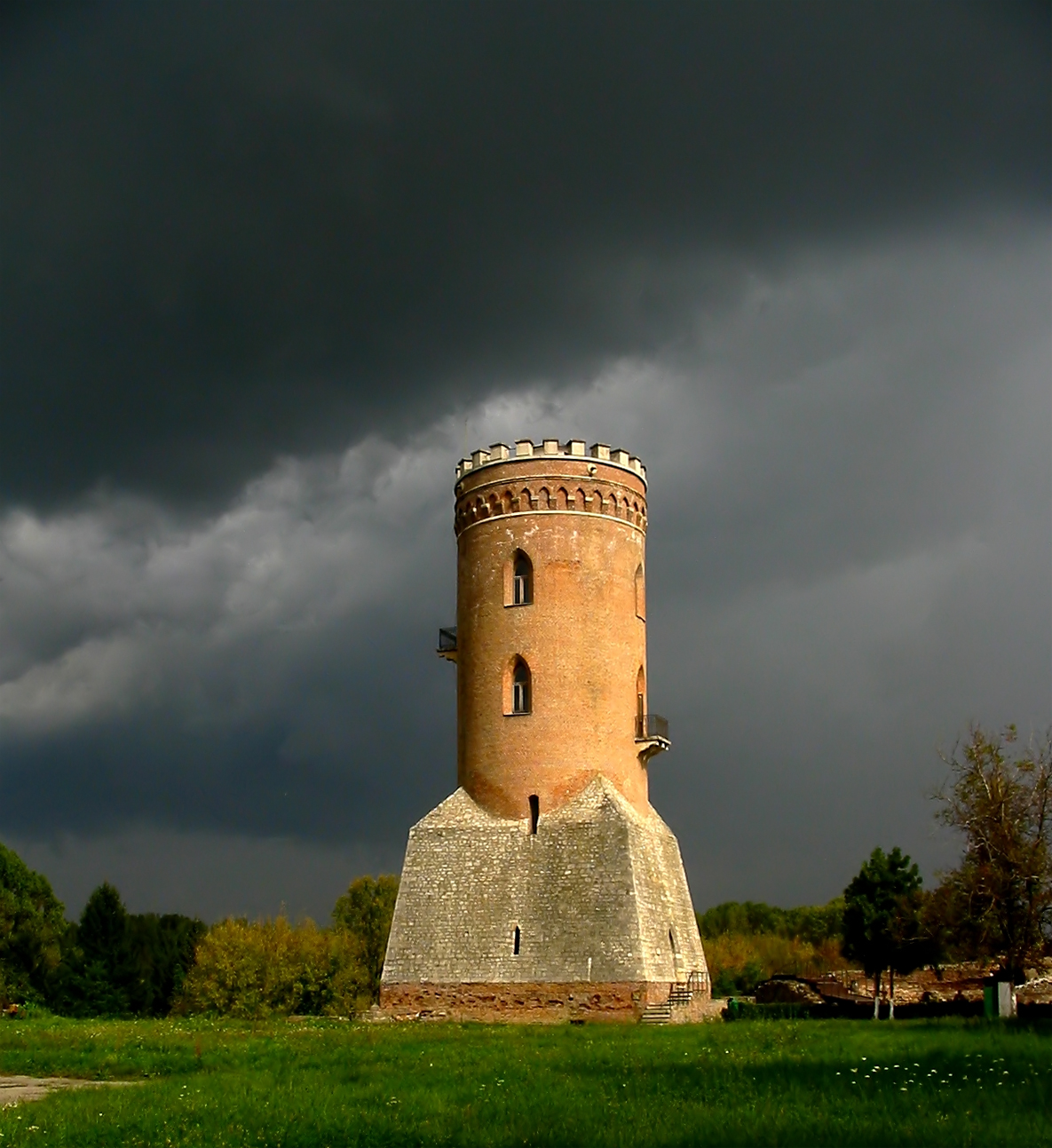
Torre Chindia em Târgoviște

A década seguinte foi marcada pelo conflito entre as casas rivais de Dănești e Drăculești. Diante de conflitos internos e externos, Vlad II Dracul relutantemente concordou em pagar o tributo exigido dele pelo Império Otomano, apesar de sua filiação à Ordem do Dragão, um grupo de nobres independentes cujo credo era repelir a invasão otomana. Como parte do tributo, os filhos de Vlad II Dracul ( Radu cel Frumos e Vlad III Dracula) foram levados sob custódia otomana. Reconhecendo a resistência cristã à invasão, os líderes do Império Otomano libertaram Vlad III para governar em 1448, após o assassinato de seu pai em 1447.

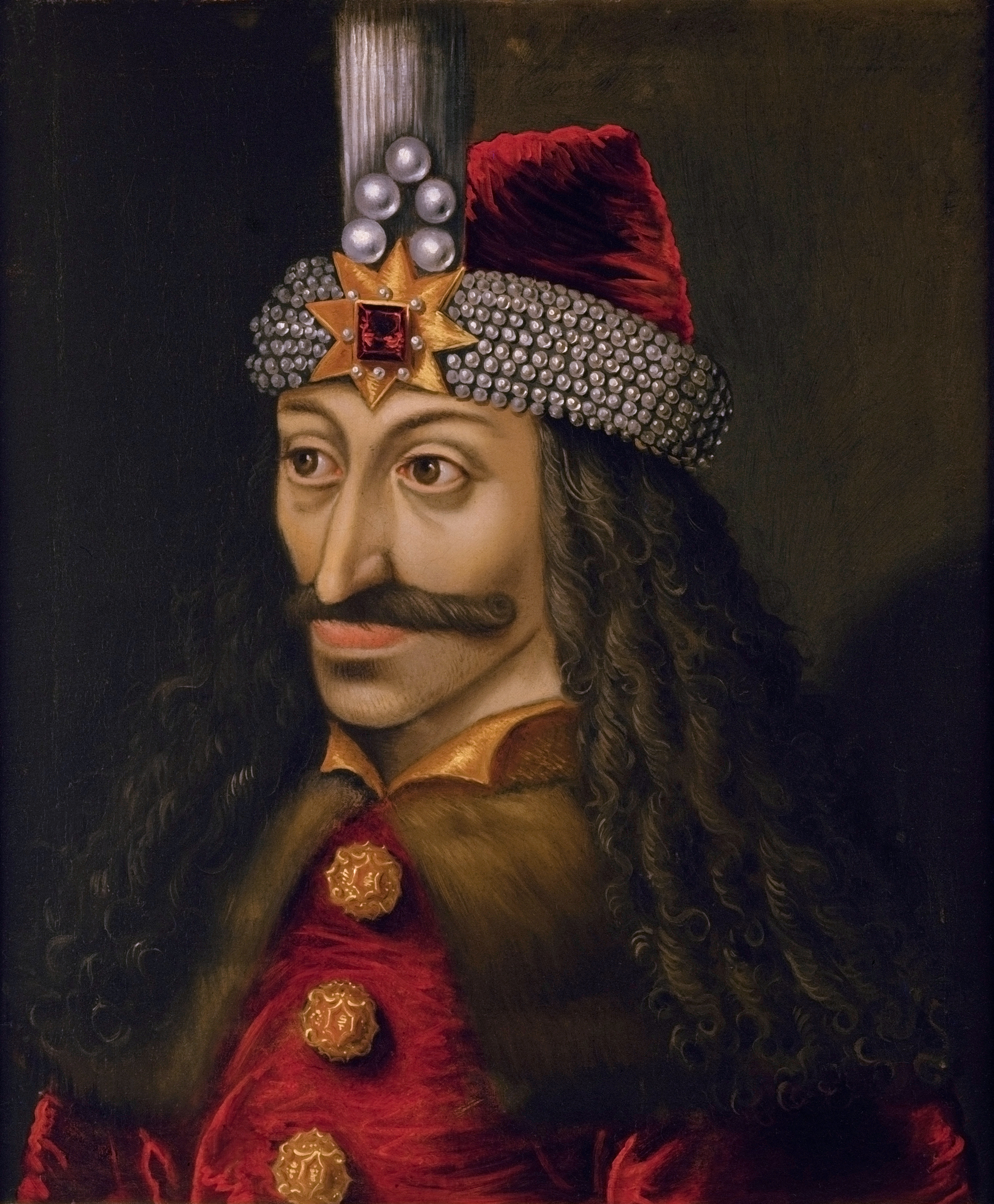
Vlad, o Empalador (Vlad Țepeș), Voivode da Valáquia

Conhecido como Vlad III, o Empalador, ou Vlad III Drácula, ele imediatamente matou os boiardos que conspiraram contra seu pai, e foi caracterizado como um herói nacional e um tirano cruel.  Ele foi aplaudido por restaurar a ordem em um principado desestabilizado, mas não demonstrou misericórdia para com ladrões, assassinos ou qualquer um que conspirasse contra seu governo. Vlad demonstrou sua intolerância aos criminosos utilizando o empalamento como forma de execução. Vlad resistiu ferozmente ao domínio otomano, tendo repelido os otomanos e sido rechaçado diversas vezes.

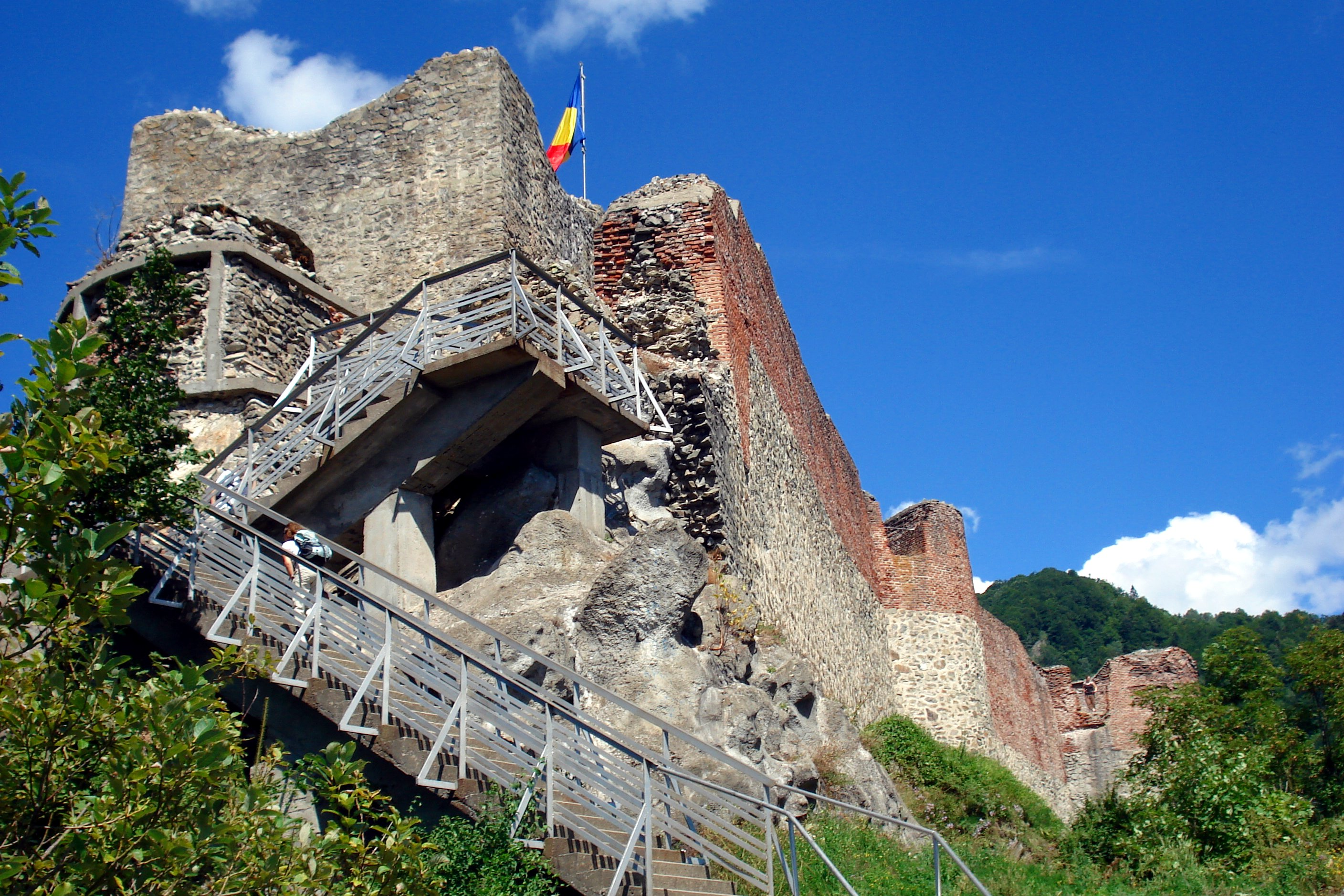
Castelo de Poienari, uma das sedes reais de Vlad III Dracul

Os saxões da Transilvânia também ficaram furiosos com ele por fortalecer as fronteiras da Valáquia, o que interferia no controle das rotas comerciais. Em retaliação, os saxões distribuíram poemas grotescos de crueldade e outras propagandas, demonizando Vlad III Drácula como um bebedor de sangue.  Esses contos influenciaram fortemente a erupção da ficção vampírica em todo o Ocidente e, em particular, na Alemanha. Eles também inspiraram o personagem principal do romance gótico Drácula de 1897, de Bram Stoker. 
Em 1462, Vlad III foi derrotado por Maomé, o Conquistador, durante sua ofensiva no Ataque Noturno em Târgovişte, antes de ser forçado a recuar para Târgoviște e aceitar pagar um tributo maior.  Enquanto isso, Vlad III enfrentou conflitos paralelos com seu irmão, Radu cel Frumos, (r. 1437/1439–1475), e Bassarabe Laiotă cel Bătrân. Isso levou à conquista da Valáquia por Radu, que enfrentaria suas próprias lutas com o ressurgente Vlad III e Bassarabe Laiotă cel Bătrân durante seu reinado de 11 anos.  Posteriormente, Radu IV, o Grande (Radu cel Mare, que governou de 1495 a 1508) chegou a vários compromissos com os boiardos, garantindo um período de estabilidade interna que contrastava com seu conflito com Bogdan III, o Caolho, da Moldávia. 

#### Mihnea cel Rău até Petru Cercel
O final do século XV viu a ascensão da poderosa família Craiovești, governantes virtualmente independentes do banato olteniano, que buscaram apoio otomano em sua rivalidade com Mihnea cel Rău (1508–1510) e o substituíram por Vlăduț. Depois que este último se mostrou hostil às proibições, a Casa de Basarab terminou formalmente com a ascensão de Neagoe Basarab, um Craioveşti.  O governo pacífico de Neagoe (1512–1521) foi conhecido por seus aspectos culturais (a construção da Catedral de Curtea de Argeş e influências renascentistas). Foi também um período de maior influência para os mercadores saxões em Brașov e Sibiu, e de aliança da Valáquia com Luís II da Hungria.  Sob Teodósio, o país esteve novamente sob uma ocupação otomana de quatro meses, uma administração militar que parecia ser uma tentativa de criar um Pashaluk valáquio.  Este perigo reuniu todos os boiardos em apoio a Radu de la Afumaţi (quatro governos entre 1522 e 1529), que perdeu a batalha após um acordo entre os Craiovești e o Sultão Solimão, o Magnífico; o Príncipe Radu finalmente confirmou a posição de Süleyman como suserano e concordou em pagar um tributo ainda maior. 

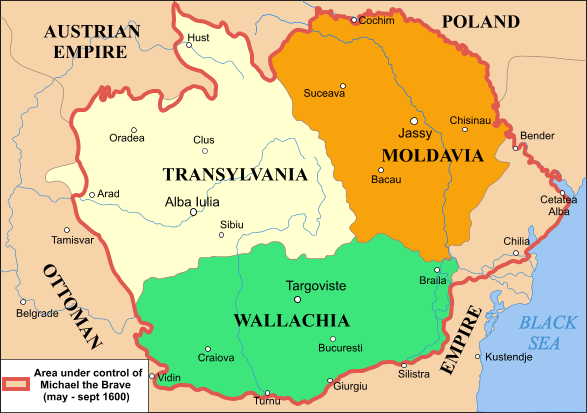
Valáquia (destacada em verde) no final do século XVI

A suserania otomana permaneceu praticamente incontestável durante os 90 anos seguintes. Radu Paisie, que foi deposto por Solimão em 1545, cedeu o porto de Brăila à administração otomana no mesmo ano. Seu sucessor Mircea Ciobanul (1545–1554; 1558–1559), um príncipe sem qualquer pretensão de herança nobre, foi imposto ao trono e consequentemente concordou com uma diminuição da autonomia (aumentando os impostos e realizando uma intervenção armada na Transilvânia – apoiando o pró-turco John Zápolya).  Os conflitos entre famílias boyar tornaram-se rigorosos após o governo de Pătrașcu, o Bom, e a ascendência boyar sobre os governantes era óbvia sob Petru, o Jovem (1559–1568; um reinado dominado por Doamna Chiajna e marcado por enormes aumentos de impostos), Mihnea Turcitul e Petru Cercel. 
O Império Otomano dependia cada vez mais da Valáquia e da Moldávia para o fornecimento e manutenção das suas forças militares; o exército local, no entanto, desapareceu rapidamente devido ao aumento dos custos e à eficiência muito mais óbvia das tropas mercenárias. 

### Século XVII

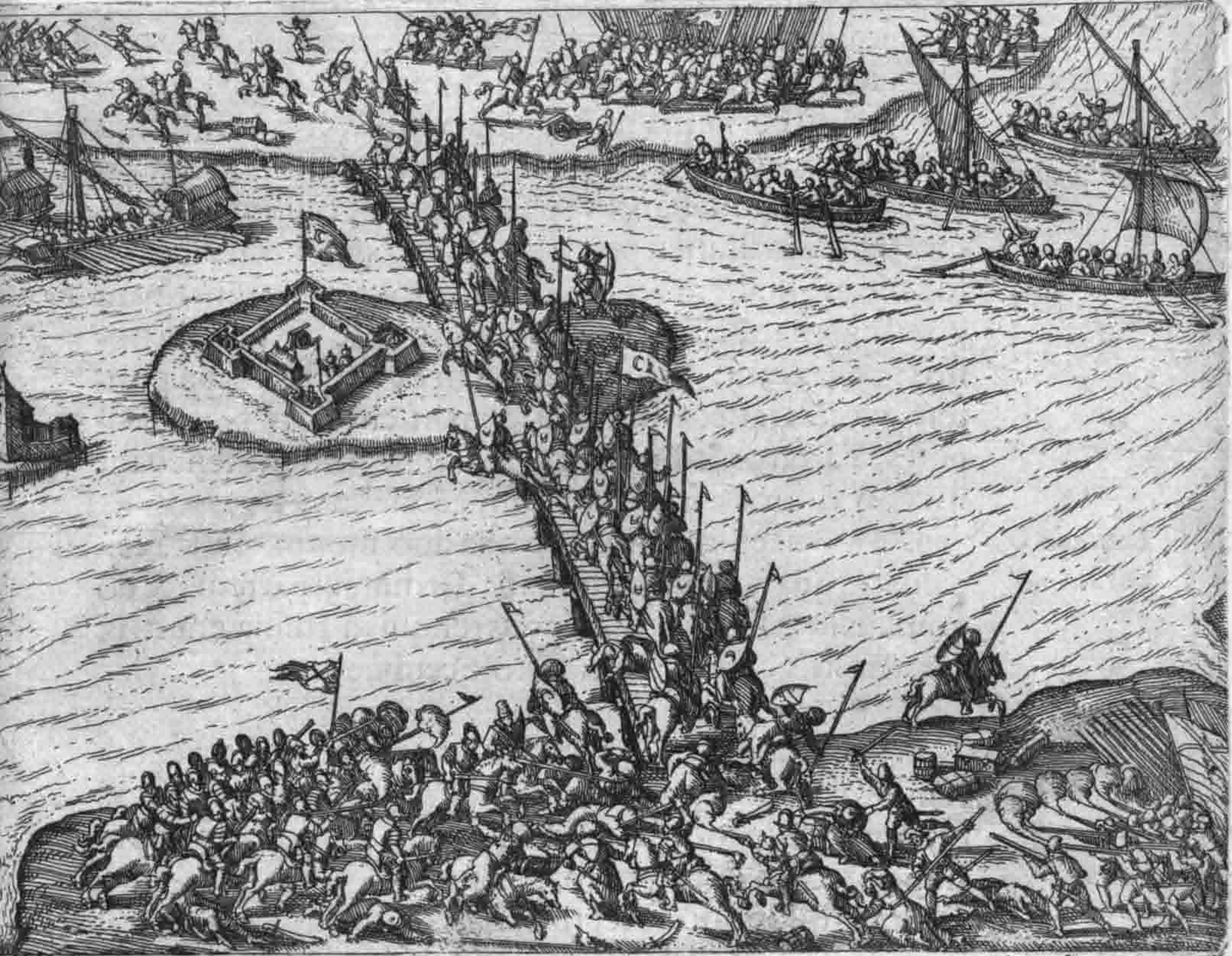
Luta entre Miguel, o Bravo, e os otomanos em Giurgiu, 1595

Inicialmente lucrando com o apoio otomano, Miguel, o Bravo, ascendeu ao trono em 1593 e atacou as tropas de Murade III ao norte e ao sul do Danúbio em uma aliança com Sigismundo Báthory da Transilvânia e Aron Vodă da Moldávia (veja Batalha de Călugăreni). Ele logo se colocou sob a suserania de Rodolfo II, o Sacro Imperador Romano, e, em 1599-1600, interveio na Transilvânia contra o rei polonês Sigismundo III Vasa, colocando a região sob sua autoridade; seu breve governo também se estendeu à Moldávia no final do ano seguinte.  Por um breve período, Miguel, o Bravo, governou (numa união pessoal, mas não formal)  a maioria dos territórios onde os romenos viviam, reconstruindo a base do antigo Reino da Dácia.  O governo de Miguel, o Bravo, com sua ruptura com o domínio otomano, relações tensas com outras potências europeias e a liderança dos três estados, foi considerado em períodos posteriores como o precursor de uma Romênia moderna, uma tese que foi defendida com notável intensidade por Nicolae Bălcescu. Após a queda de Miguel, a Valáquia foi ocupada pelo exército polaco-moldavo de Simion Movilă (ver Guerras dos Magnatas da Moldávia), que manteve a região até 1602, e foi alvo de ataques Nogai no mesmo ano. 

Condados da Valáquia, 1601–1718

A última etapa do crescimento do Império Otomano trouxe pressões crescentes sobre a Valáquia: o controle político foi acompanhado pela hegemonia econômica otomana, o descarte da capital em Târgoviște em favor de Bucareste (mais perto da fronteira otomana e um centro comercial em rápido crescimento), o estabelecimento da servidão sob Miguel, o Bravo, como uma medida para aumentar as receitas senhoriais e a diminuição da importância dos boiardos de baixa patente (ameaçados de extinção, eles participaram da rebelião seimeni de 1655).  Além disso, a crescente importância da nomeação para altos cargos em relação à propriedade de terras provocou um afluxo de famílias gregas e levantinas, um processo já ressentido pelos habitantes locais durante o governo de Radu Mihnea no início do século XVII.  Matei Basarab, um boiardo nomeado, trouxe um longo período de relativa paz (1632–1654), com a notável exceção da Batalha de Finta de 1653, travada entre os valáquios e as tropas do príncipe moldavo Vasile Lupu — terminando em desastre para este último, que foi substituído pelo favorito do príncipe Matei, Gheorghe Ștefan, no trono em Iași. Uma estreita aliança entre Gheorghe Ștefan e o sucessor de Matei, Constantin Șerban, foi mantida por Jorge II Rákóczi da Transilvânia, mas seus projetos de independência do domínio otomano foram esmagados pelas tropas de Maomé IV em 1658-1659.  Os reinados de Gheorghe Ghica e Grigore I Ghica, os favoritos do sultão, significaram tentativas de evitar tais incidentes; no entanto, também foram o início de um violento confronto entre as famílias boyar Băleanu e Cantacuzino, que marcaria a história da Valáquia até a década de 1680.  Os Cantacuzinos, ameaçados pela aliança entre os Băleanus e os Ghicas, apoiaram a sua própria escolha de príncipes (Antonie Vodă din Popești e George Ducas)  antes de se promoverem - com a ascensão de Șerban Cantacuzino (1678–1688).

### Guerras Russo-Turcas e os Fanariotas

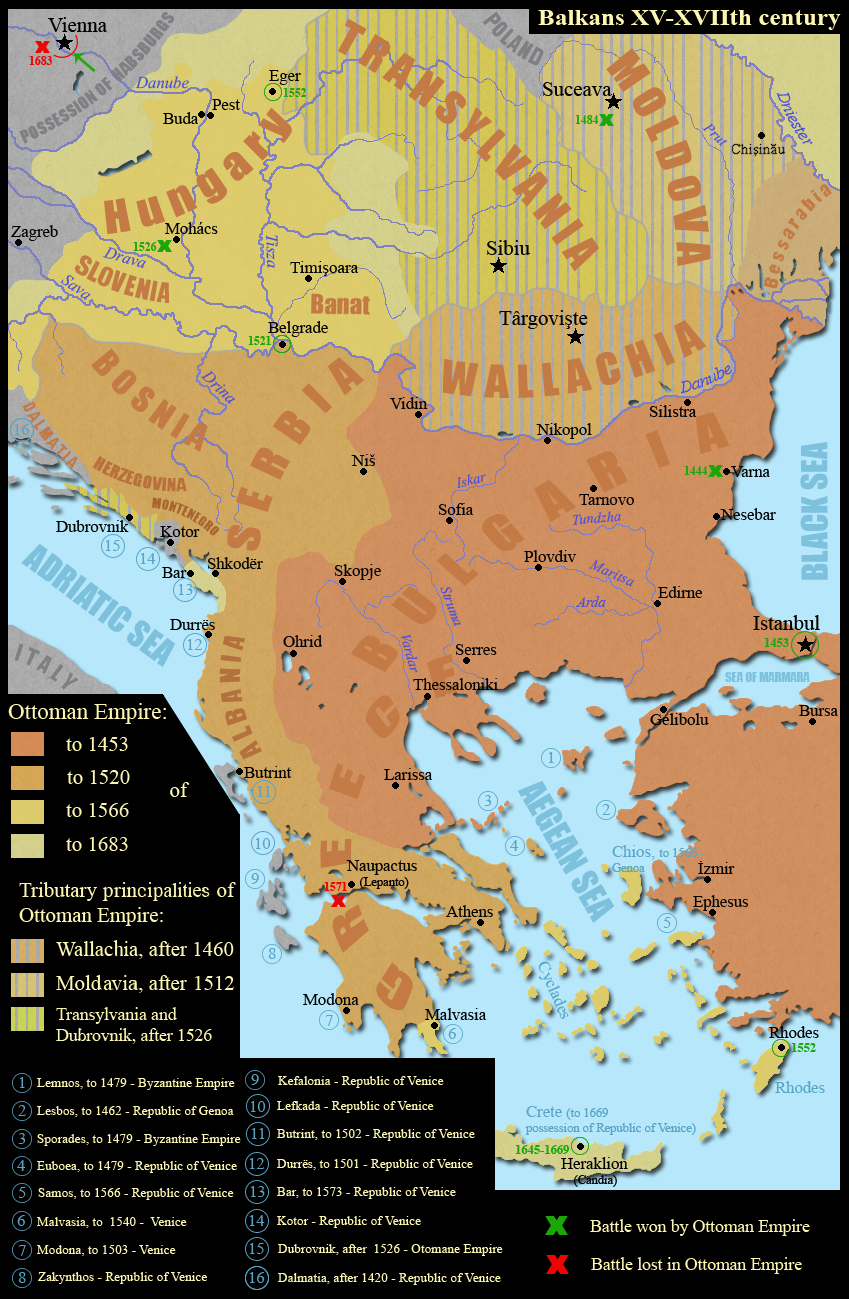
Europa Central e Sudeste Europeu (incluindo a Península Balcânica) do século XV ao XVIII

A Valáquia se tornou alvo das incursões dos Habsburgos durante os últimos estágios da Grande Guerra Turca, por volta de 1690, quando o governante Constantin Brâncoveanu negociou secretamente e sem sucesso uma coalizão anti-otomana. O reinado de Brâncoveanu (1688–1714), conhecido por suas realizações culturais do final do Renascimento (ver estilo Brâncovenesc), também coincidiu com a ascensão da Rússia Imperial sob o czar Pedro, o Grande - ele foi abordado por este último durante a Guerra Russo-Turca de 1710–11, e perdeu seu trono e vida algum tempo depois que o sultão Amade III recebeu notícias das negociações.  Apesar de sua denúncia das políticas de Brâncoveanu, Ștefan Cantacuzino se uniu aos projetos dos Habsburgos e abriu o país aos exércitos do príncipe Eugênio de Saboia; ele próprio foi deposto e executado em 1716. 
Imediatamente após a deposição do príncipe Ștefan, os otomanos renunciaram ao sistema eletivo puramente nominal (que já havia testemunhado a diminuição da importância do Divan Boyar devido à decisão do sultão), e os príncipes dos dois principados do Danúbio foram nomeados entre os Fanariotas de Constantinopla. Inaugurado por Nicolau Mavrocordatos na Moldávia após Dimitrie Cantemir, o governo fanariota foi trazido para a Valáquia em 1715 pelo mesmo governante.  As relações tensas entre boiardos e príncipes trouxeram uma diminuição no número de pessoas tributadas (como um privilégio obtido pelos primeiros), um aumento subsequente no total de impostos,  e os poderes ampliados de um círculo boiardo no Divan. 

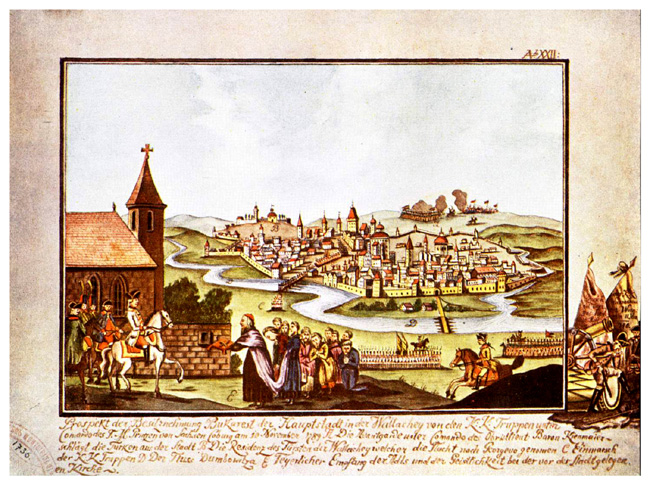
Boas-vindas ao príncipe Josias de Saxe-Coburg-Saalfeld em Bucareste (1789)

Paralelamente, a Valáquia se tornou o campo de batalha de uma sucessão de guerras entre os otomanos de um lado e a Rússia ou a monarquia dos Habsburgos do outro. O próprio Mavrocordatos foi deposto por uma rebelião boyar e preso pelas tropas dos Habsburgos durante a Guerra Austro-Turca de 1716-1718, quando os otomanos tiveram que conceder Oltênia a Carlos VI da Áustria (o Tratado de Passarowitz).  A região, organizada como Banato de Craiova e sujeita a um governo absolutista esclarecido que logo desencantou os boiardos locais, foi devolvida à Valáquia em 1739 ( Tratado de Belgrado, após o fim da Guerra Austro-Russa-Turca (1735-1739)). O príncipe Constantino Mavrocordatos, que supervisionou a nova mudança nas fronteiras, também foi responsável pela abolição efetiva da servidão em 1746 (o que pôs fim ao êxodo de camponeses para a Transilvânia);  durante este período, o bano de Oltenia mudou sua residência de Craiova para Bucareste, sinalizando, juntamente com a ordem de Mavrocordatos de fundir seu tesouro pessoal com o do país, um movimento em direção ao centralismo. 

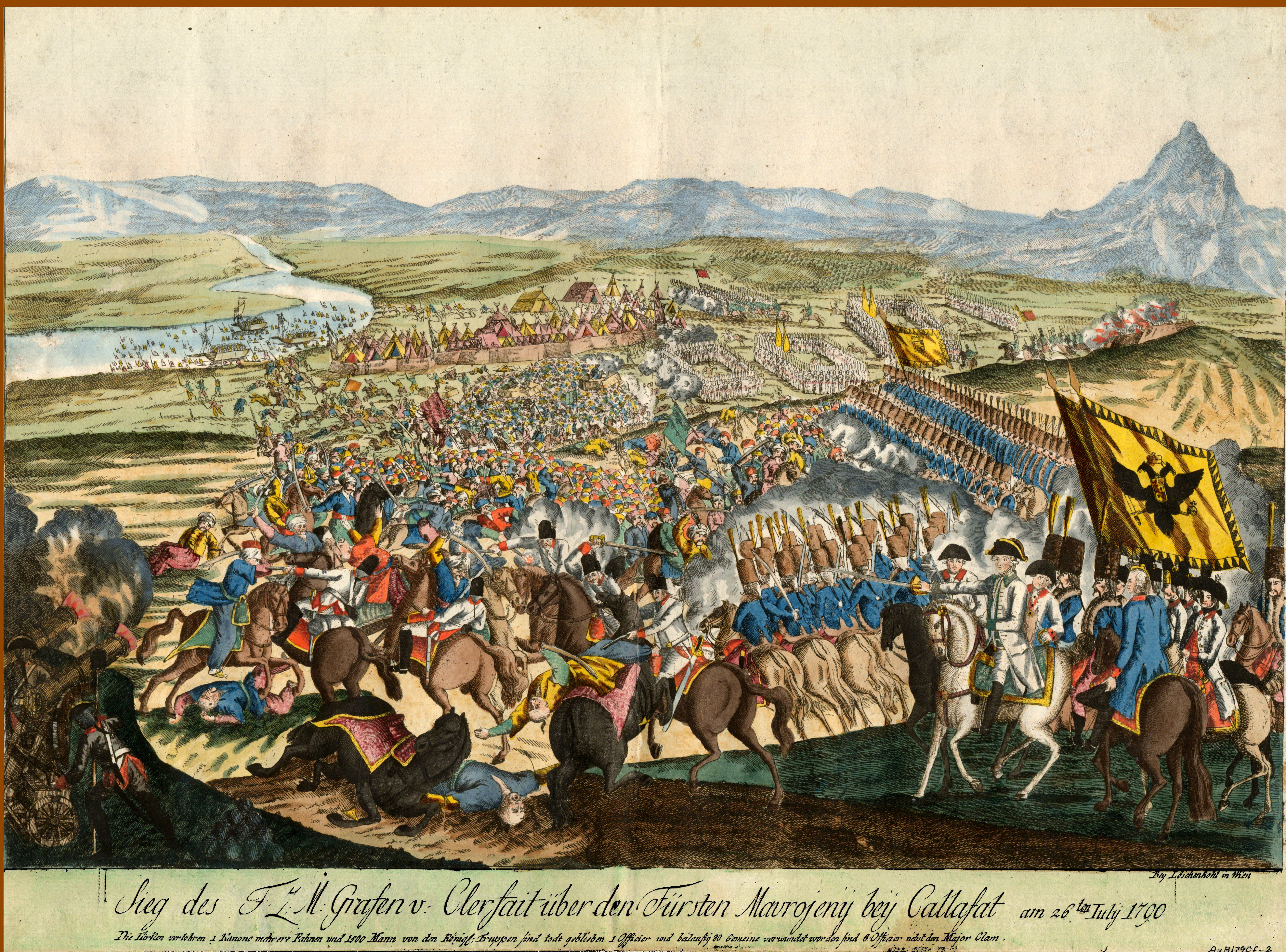
Choque entre tropas austríacas e otomanas perto de Calafat durante a Guerra Austro-Turca, 1790

Em 1768, durante a Quinta Guerra Russo-Turca, a Valáquia foi colocada sob sua primeira ocupação russa (ajudada pela rebelião de Pârvu Cantacuzino).  O Tratado de Küçük-Kainarji (1774) permitiu à Rússia intervir a favor dos súbditos otomanos ortodoxos orientais, reduzindo as pressões otomanas — incluindo a diminuição das quantias devidas como tributo  — e, com o tempo, aumentando relativamente a estabilidade interna, ao mesmo tempo que abria a Valáquia a mais intervenções russas. 

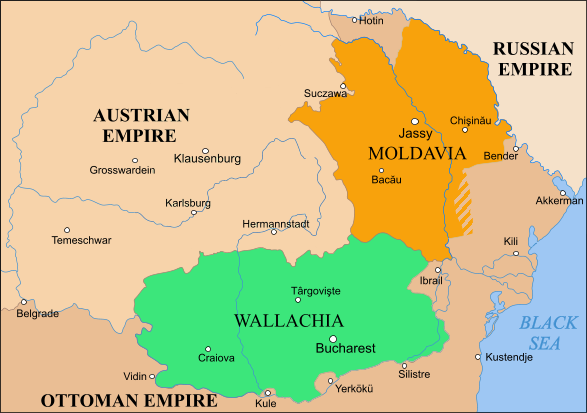
O Principado da Valáquia, 1793–1812, destacado em verde

As tropas dos Habsburgos, sob o comando do príncipe Josias de Coburgo, entraram novamente no país durante a Guerra Russo-Turca-Austríaca, depondo Nicolau Mavrógenes em 1789.  Um período de crise seguiu-se à recuperação otomana: Oltênia foi devastada pelas expedições de Osman Pazvantoğlu, um poderoso paxá rebelde cujos ataques fizeram com que o príncipe Constantino Hangerli perdesse a vida por suspeita de traição (1799), e Alexandre Mourousis renunciasse ao seu trono (1801).  Em 1806, a Guerra Russo-Turca de 1806-12 foi parcialmente instigada pela deposição de Constantino Ypsilantis em Bucareste pela Porta - em sintonia com as Guerras Napoleônicas, foi instigada pelo Império Francês e também mostrou o impacto do Tratado de Küçük Kaynarca (com sua atitude permissiva em relação à influência política russa nos Principados do Danúbio); a guerra trouxe a invasão de Mikhail Andreyevich Miloradovich.  Após a Paz de Bucareste, o governo de Jean Georges Caradja, embora lembrado por uma grande epidemia de peste, foi notável por seus empreendimentos culturais e industriais.  Durante o período, a Valáquia aumentou sua importância estratégica para a maioria dos estados europeus interessados em supervisionar a expansão russa; consulados foram abertos em Bucareste, tendo um impacto indireto, mas importante, na economia da Valáquia por meio da proteção que estenderam aos comerciantes Sudiți (que logo competiram com sucesso contra as guildas locais). 

### Da Valáquia à Romênia

#### Início do século XIX
A morte do príncipe Alexander Soutzos em 1821, coincidindo com a eclosão da Guerra da Independência Grega, estabeleceu uma regência boyar que tentou bloquear a chegada de Scarlat Callimachi ao seu trono em Bucareste. A revolta paralela em Oltenia, levada a cabo pelo líder Pandur Tudor Vladimirescu, embora visasse derrubar a ascendência dos gregos,  comprometeu-se com os revolucionários gregos na Filiki Eteria e aliou-se aos regentes,  enquanto procurava apoio russo. 

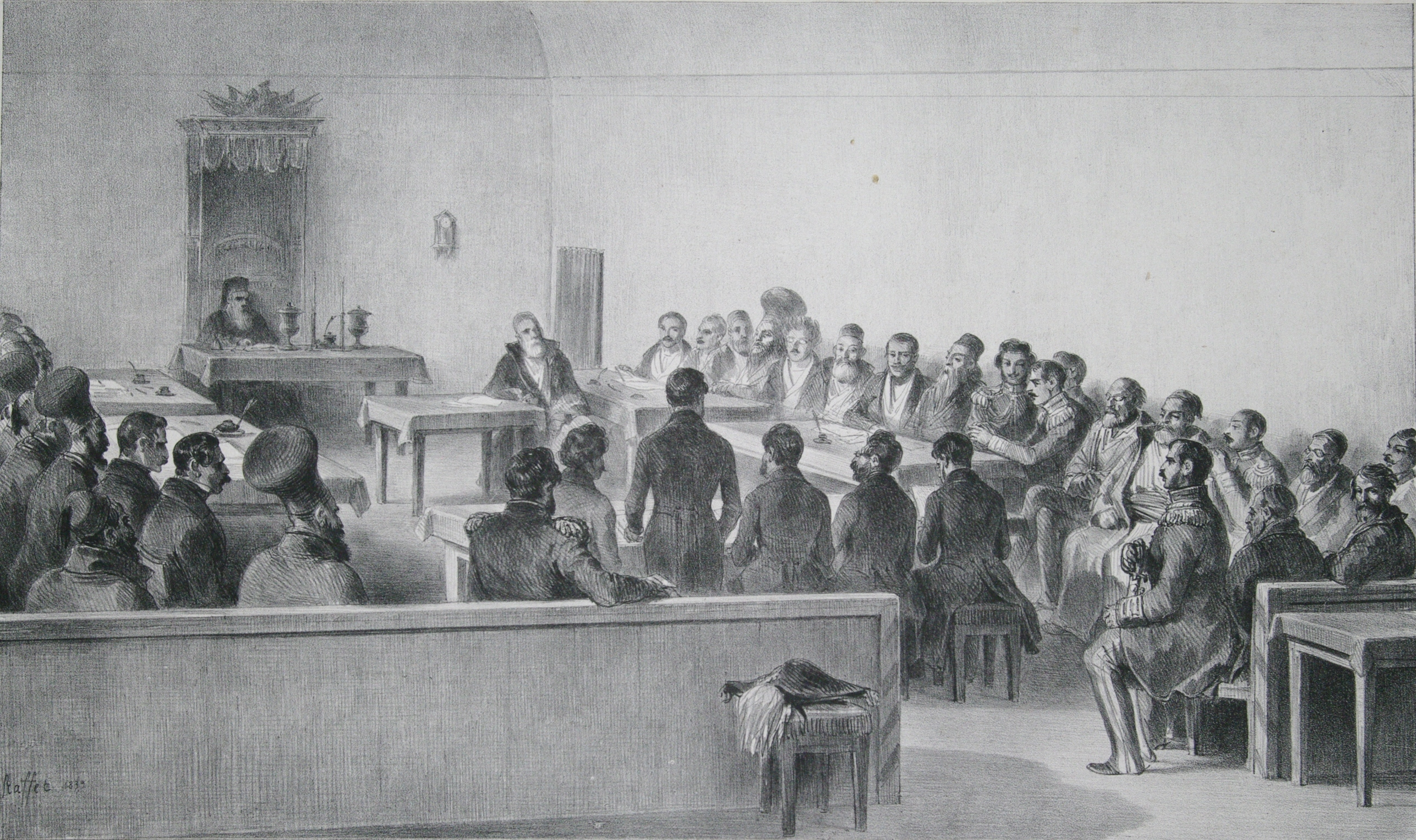
A Assembleia Legislativa da Valáquia em 1837

Em 21 de março de 1821, Vladimirescu entrou em Bucareste. Nas semanas seguintes, as relações entre ele e os seus aliados pioraram, especialmente depois de ter procurado um acordo com os otomanos;  O líder de Eteria, Alexander Ypsilantis, que se tinha estabelecido na Moldávia e, depois de Maio, no norte da Valáquia, via a aliança como quebrado - ele executou Vladimirescu e enfrentou a intervenção otomana sem o apoio de Pandur ou da Rússia, sofrendo grandes derrotas em Bucareste e Drăgășani (antes de recuar para a custódia austríaca na Transilvânia).  Estes acontecimentos violentos, que levaram a maioria dos fanariotas a aliar-se a Ypsilantis, fizeram com que o sultão Mamude II colocasse os principados sob sua ocupação (expulsos a pedido de várias potências europeias),  e sancionasse o fim dos domínios fanariotas: na Valáquia, o primeiro príncipe a ser considerado local depois de 1715 foi Grigore IV Ghica. Embora o novo sistema tenha sido confirmado para o resto da existência da Valáquia como um estado, o governo de Ghica foi abruptamente encerrado pela devastadora Guerra Russo-Turca de 1828-1829. 
O Tratado de Adrianópolis de 1829 colocou a Valáquia e a Moldávia sob domínio militar russo, sem derrubar a suserania otomana, concedendo-lhes as primeiras instituições comuns e uma aparência de constituição (ver Regulamentul Organic). A Valáquia recuperou a propriedade de Brăila, Giurgiu (ambas as quais logo se tornaram grandes cidades comerciais no Danúbio ) e Turnu Măgurele.  O tratado também permitiu que a Moldávia e a Valáquia comercializassem livremente com outros países além do Império Otomano, o que sinalizou um crescimento económico e urbano substancial, bem como uma melhoria da situação dos camponeses.  Muitas das disposições foram especificadas pela Convenção de Akkerman de 1826 entre a Rússia e os Otomanos, mas nunca foram totalmente implementadas no intervalo de três anos.  A tarefa de supervisionar os Principados foi deixada ao general russo Pavel Kiselyov; este período foi marcado por uma série de grandes mudanças, incluindo o restabelecimento de um Exército Valáquio (1831), uma reforma fiscal (que, no entanto, confirmou isenções fiscais para os privilegiados), bem como grandes obras urbanas em Bucareste e outras cidades.  Em 1834, o trono da Valáquia foi ocupado por Alexandru II Ghica — um movimento em contradição com o tratado de Adrianópolis, já que ele não havia sido eleito pela nova Assembleia Legislativa; ele foi removido pelos suseranos em 1842 e substituído por um príncipe eleito, Gheorghe Bibescu. 

#### Décadas de 1840 a 1850

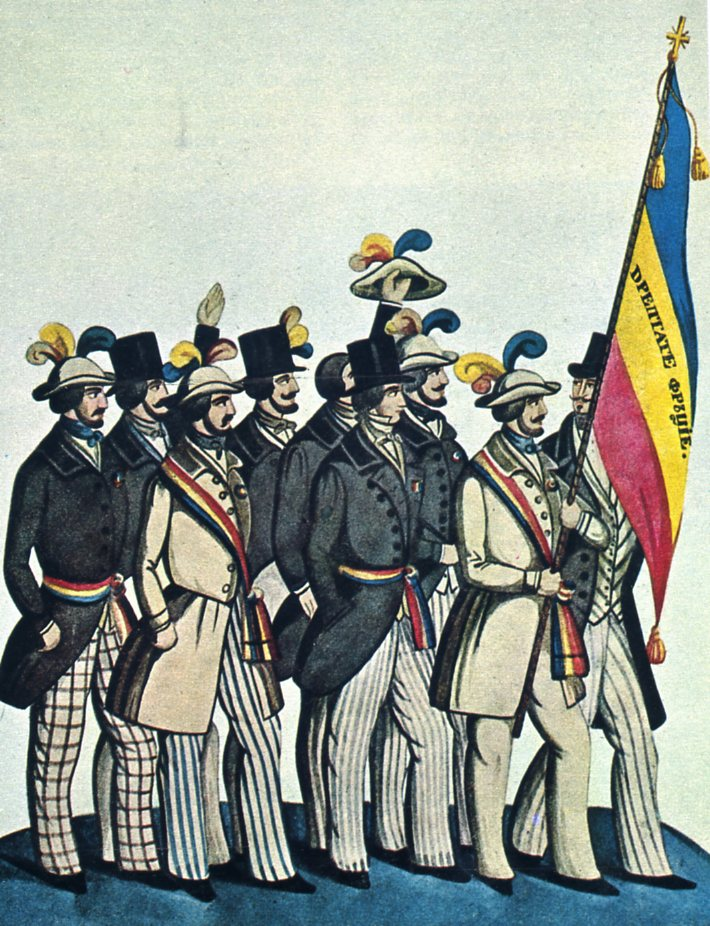
Revolucionários de 1848 carregando uma versão inicial da bandeira da Romênia. O texto na bandeira pode ser traduzido como: "Justiça, Fraternidade".

A oposição ao governo arbitrário e altamente conservador de Ghica, juntamente com a ascensão de correntes liberais e radicais, foi sentida pela primeira vez com os protestos expressos por Ion Câmpineanu (rapidamente reprimidos);  posteriormente, tornou-se cada vez mais conspiratória e centrada nas sociedades secretas criadas por jovens oficiais como Nicolae Bălcescu e Mitică Filipescu.  Frăția, um movimento clandestino criado em 1843, começou a planejar uma revolução para derrubar Bibescu e revogar o Regulamentul Organic em 1848 (inspirado pelas rebeliões europeias do mesmo ano). O seu golpe de estado pan-valáquio foi inicialmente bem-sucedido apenas perto de Turnu Măgurele, onde as multidões aplaudiram a Proclamação de Islaz (9 de junho); entre outras coisas, o documento apelava às liberdades políticas, à independência, à reforma agrária e à criação de uma guarda nacional.  Nos dias 11 e 12 de junho, o movimento conseguiu depor Bibescu e estabelecer um Governo Provisório,  que fez de Dreptate, Frăție ("Justiça, Fraternidade") o lema nacional.  Embora simpatizantes dos objectivos anti-russos da revolução, os otomanos foram pressionados pela Rússia a reprimi-la: as tropas otomanas entraram em Bucareste a 13 de Setembro.  Tropas russas e turcas, presentes até 1851, levaram Barbu Dimitrie Știrbei ao trono, período durante o qual a maioria dos participantes da revolução foi enviada ao exílio.

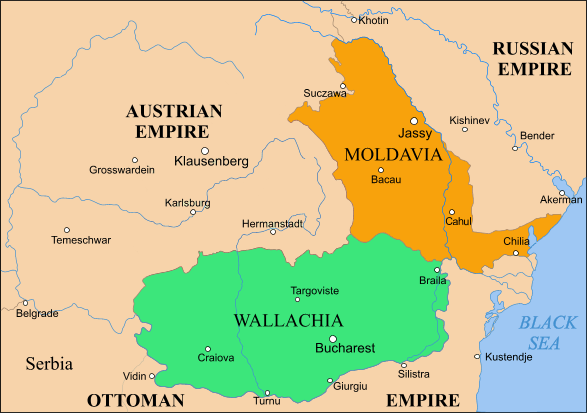
Valáquia (em verde), após o Tratado de Paris (1856)

Brevemente sob ocupação russa renovada durante a Guerra da Crimeia, a Valáquia e a Moldávia receberam um novo status com uma administração austríaca neutra (1854-1856) e o Tratado de Paris: uma tutela compartilhada pelos otomanos e um Congresso de Grandes Potências (Grã-Bretanha, França, o Reino do Piemonte-Sardenha, o Império Austríaco, a Prússia e, embora nunca mais totalmente, a Rússia), com uma administração interna liderada pelos kaymakam. O movimento emergente para uma união dos Principados do Danúbio (uma exigência expressa pela primeira vez em 1848 e uma causa cimentada pelo regresso dos exilados revolucionários) foi defendido pelos franceses e pelos seus aliados sardos, apoiado pela Rússia e pela Prússia, mas foi rejeitado ou suspeito por todos os outros supervisores. 

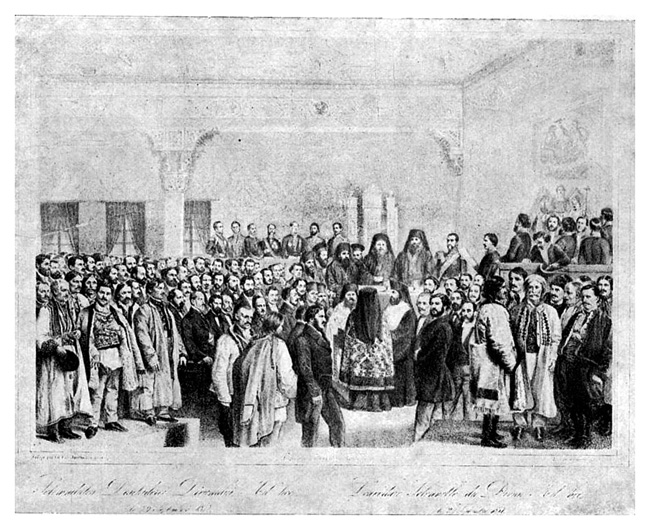
Ad hoc Divan da Valáquia em 1857

Após uma intensa campanha, uma união formal foi finalmente concedida: no entanto, as eleições para os Ad hoc Divan de 1859 se beneficiaram de uma ambiguidade legal (o texto do acordo final especificava dois tronos, mas não impedia que qualquer pessoa participasse e vencesse simultaneamente as eleições em Bucareste e Iaşi). Alexandre João Cuza, que concorreu pelo partido unionista Partida Națională, venceu as eleições na Moldávia em 5 de janeiro; a Valáquia, que era esperada pelos unionistas para obter a mesma votação, retornou uma maioria de anti-unionistas ao seu divan. 
Os eleitos mudaram sua lealdade após um protesto em massa das multidões de Bucareste,  e Cuza foi eleito príncipe da Valáquia em 5 de fevereiro (24 de janeiro no estilo antigo), consequentemente confirmado como Domnitor dos Principados Unidos da Moldávia e Valáquia (da Romênia a partir de 1862) e efetivamente unindo ambos os principados. Reconhecida internacionalmente apenas durante o seu reinado, a união tornou-se irreversível após a ascensão de Carlos I em 1866 (coincidindo com a Guerra Austro-Prussiana, ocorreu numa época em que a Áustria, o principal oponente da decisão, não estava em posição de intervir).

## Sociedade

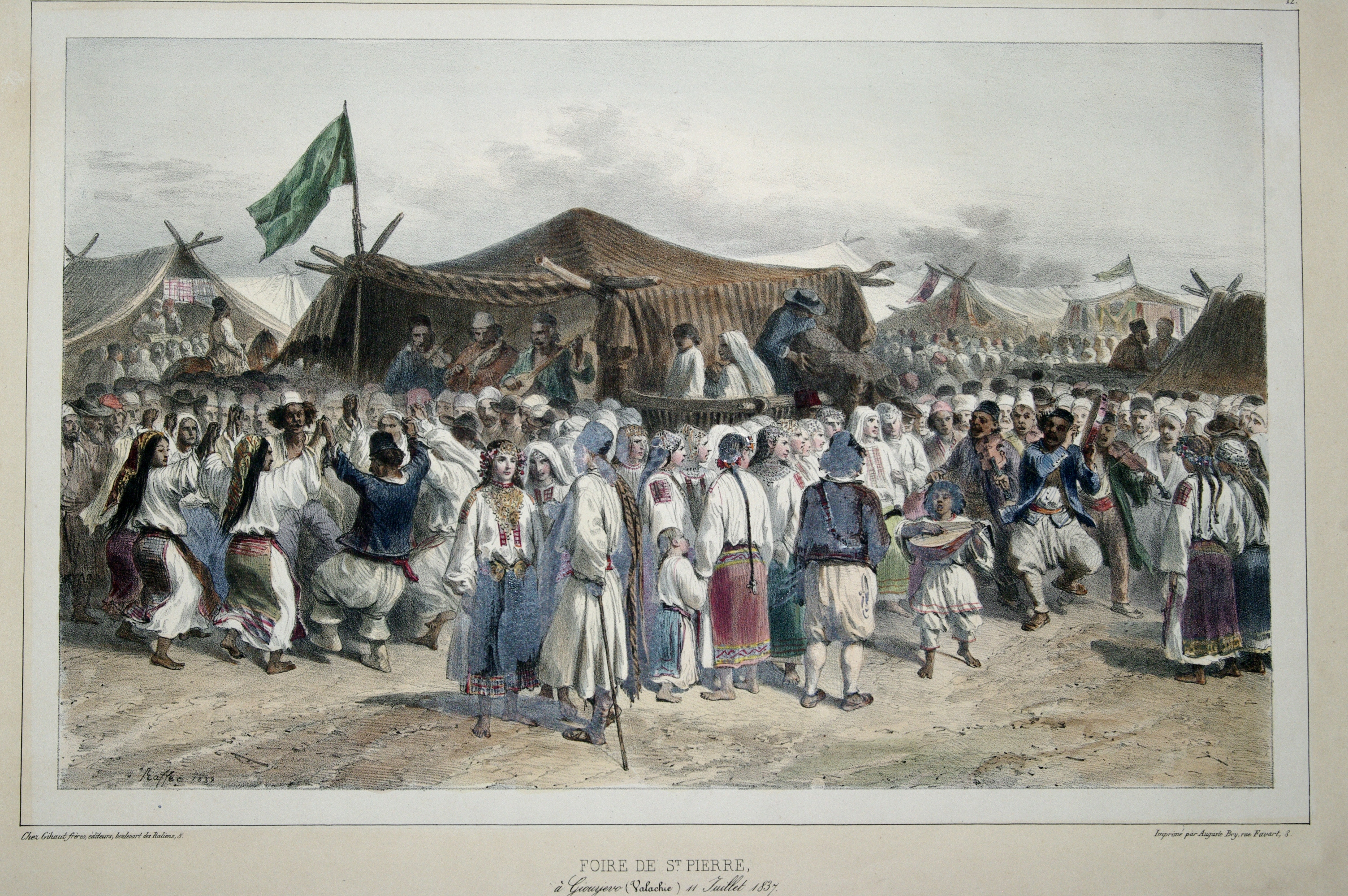
Uma feira de camponeses na cidade valáquia de Giurgiu, com músicos ciganos, 1837

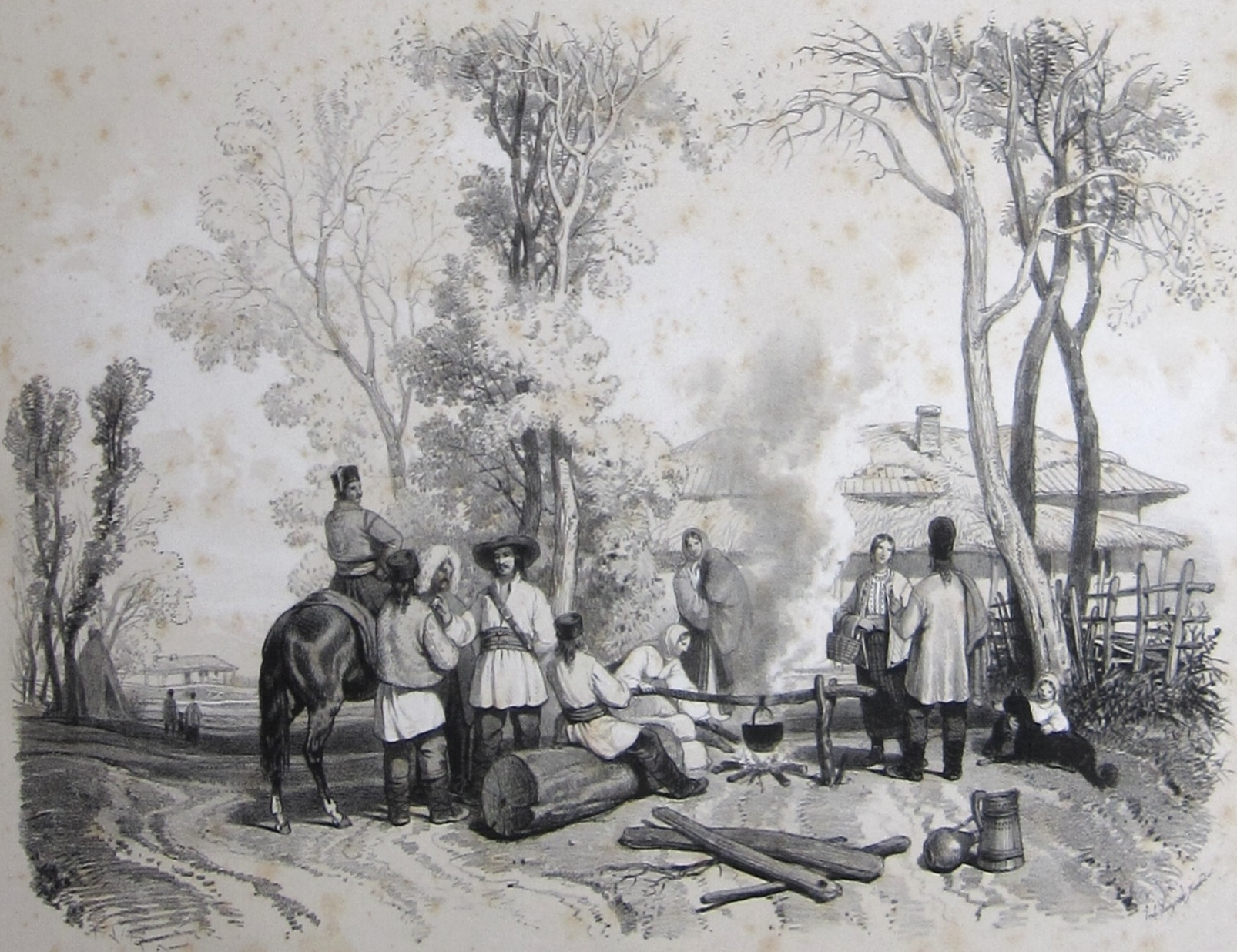
Camponeses da Valáquia em 1841

### Escravidão
A Escravidão (em romeno: robie) fazia parte da ordem social desde antes da fundação do Principado da Valáquia, até ser abolida em etapas durante as décadas de 1840 e 1850. A maioria dos escravos era de etnia cigana.  O primeiro documento que atesta a presença do povo cigano na Valáquia data de 1385 e se refere ao grupo como ațigani (do grego athinganoi, origem do termo romeno țigani, que é sinônimo de "cigano").  Embora os termos romenos robie e sclavie pareçam ser sinônimos, em termos de status legal, existem diferenças significativas: sclavie era o termo correspondente à instituição legal durante a era romana, onde os escravos eram considerados mercadorias em vez de seres humanos e os proprietários tinham ius vitae necisque sobre eles (direito de acabar com a vida do escravo); enquanto robie é a instituição feudal onde os escravos eram legalmente considerados seres humanos e tinham capacidade legal reduzida. 
As origens exatas da escravidão na Valáquia não são conhecidas. A escravidão era uma prática comum na Europa Oriental na época, e há algum debate sobre se o povo cigano chegou à Valáquia como pessoas livres ou como escravos. No Império Bizantino, eles eram escravos do estado e parece que a situação era a mesma na Bulgária e na Sérvia até que sua organização social foi destruída pela conquista otomana, o que sugere que eles vieram como escravos que tiveram uma mudança de "propriedade". O historiador Nicolae Iorga associou a chegada do povo cigano à invasão mongol da Europa em 1241 e considerou a escravidão como um vestígio daquela época, quando os romenos tomaram os ciganos dos mongóis como escravos e preservaram seu status. Outros historiadores consideram que eles foram escravizados enquanto eram capturados durante as batalhas com os tártaros. A prática de escravizar prisioneiros também pode ter sido herdada dos mongóis.  Embora seja possível que alguns ciganos fossem escravos ou tropas auxiliares dos mongóis ou tártaros, a maior parte deles veio do sul do Danúbio no final do século XIV, algum tempo depois da fundação da Valáquia. A chegada dos ciganos tornou a escravatura uma prática generalizada. 
Tradicionalmente, os escravos ciganos eram divididos em três categorias. O menor pertencia aos hospodars e era conhecido pelo nome em romeno de țigani domnești ("ciganos pertencentes ao senhor"). As outras duas categorias compreendiam os țigani mănăstirești ("ciganos pertencentes aos mosteiros"), que eram propriedade dos mosteiros ortodoxos romenos e ortodoxos gregos, e os țigani boierești ("ciganos pertencentes aos boiardos"), que eram escravizados pela categoria de proprietários de terras.  
A abolição da escravatura foi realizada após uma campanha de jovens revolucionários que abraçaram as ideias liberais do Iluminismo. A primeira lei que libertou uma categoria de escravos foi em março de 1843, transferindo o controle dos escravos do estado de propriedade da autoridade prisional para as autoridades locais, levando-os à sedentarização e à transformação em camponeses. Durante a Revolução Valáquia de 1848, a agenda do Governo Provisório incluiu a emancipação (dezrobire) dos ciganos como uma das principais reivindicações sociais. Na década de 1850, o movimento ganhou apoio de quase toda a sociedade romena, e a lei de fevereiro de 1856 emancipou todos os escravos ao status de contribuintes (cidadãos).  

## Símbolos e Insígnias

### Bandeiras

Bandeira Heráldica sob Miguel, o Valente (1593-1611) [102]
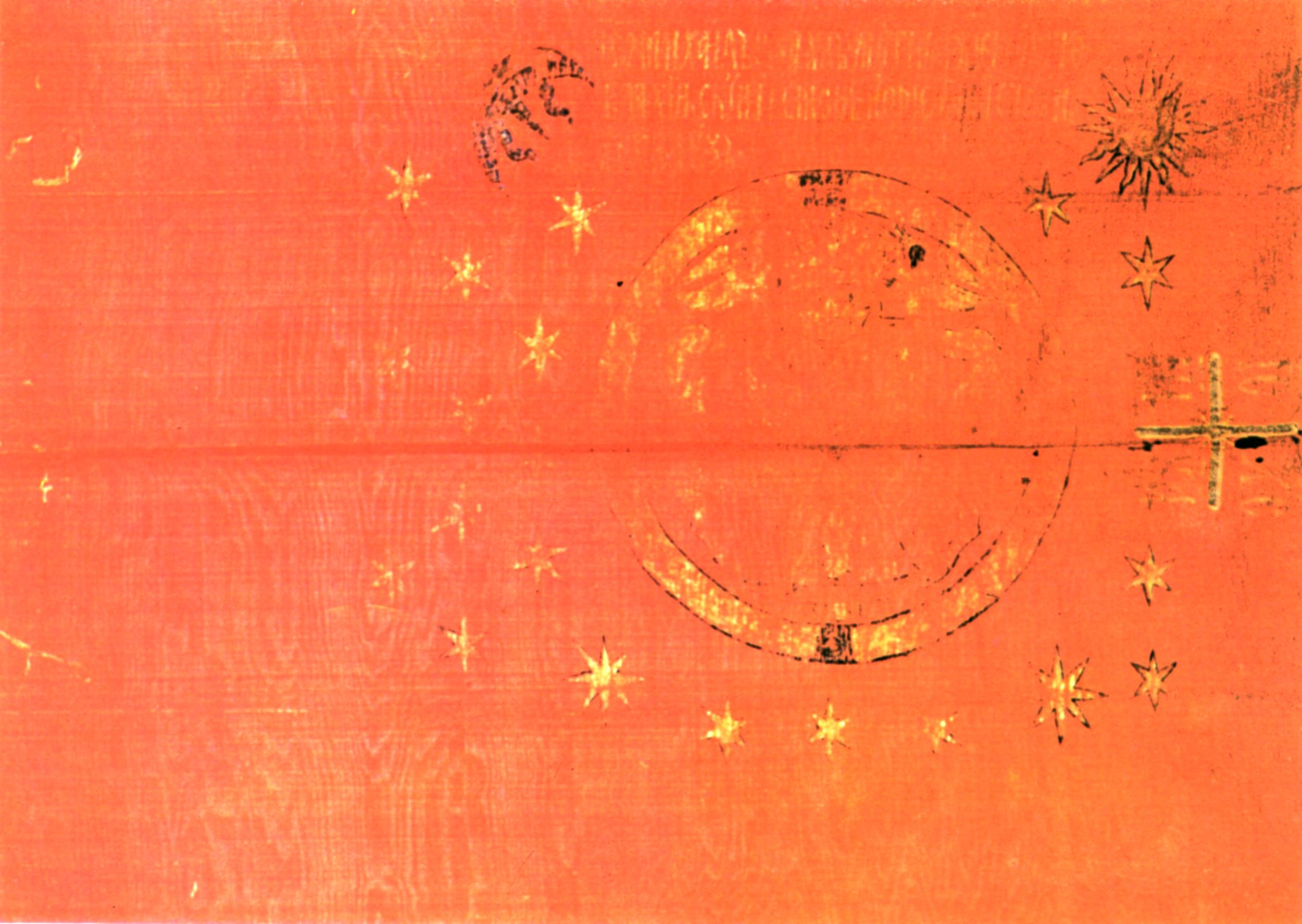
Bandeira sob Mihnea III (1658)
Alferes Naval sob Constantin Brâncoveanu (1700) [103]
Bandeira Principesca de Scarlat Ghica (1758) [103]
Bandeira Principesca de Alexandros Soutzos (1802) [103]
Bandeira de Constantino Ypsilantis (1806) [103]
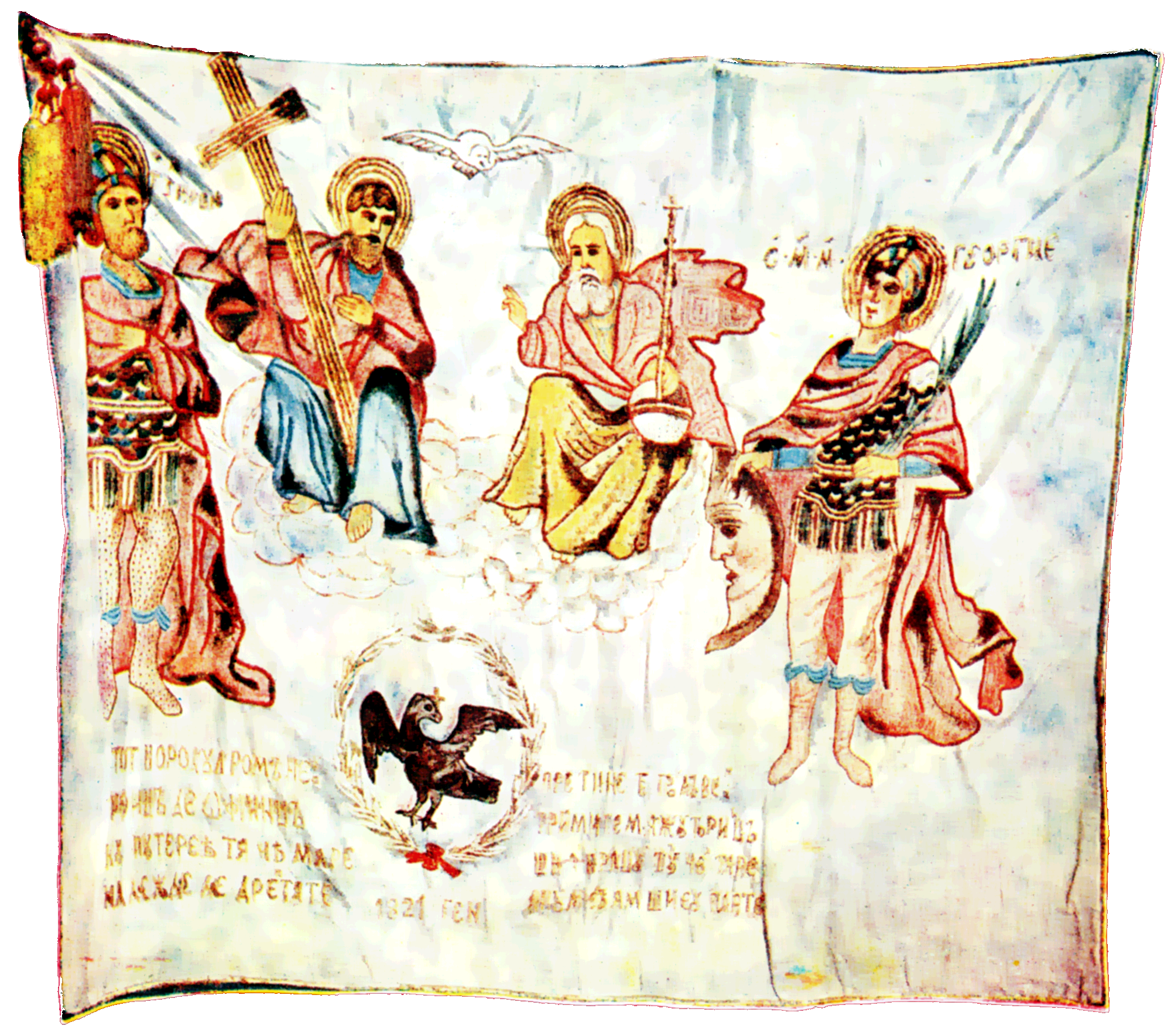
Bandeira da Revolta da Valáquia de 1821
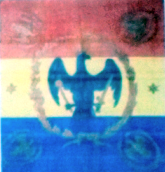
Bandeira de Guerra do Principado da Valáquia (1834)
Bandeira da Revolução Valáquia de 1848 [103]
Bandeira Naval do Principado da Valáquia (1858) [103]

### Brasões e outras insígnias

Brasão de Armas sob Bassarabe I (1360) [104]
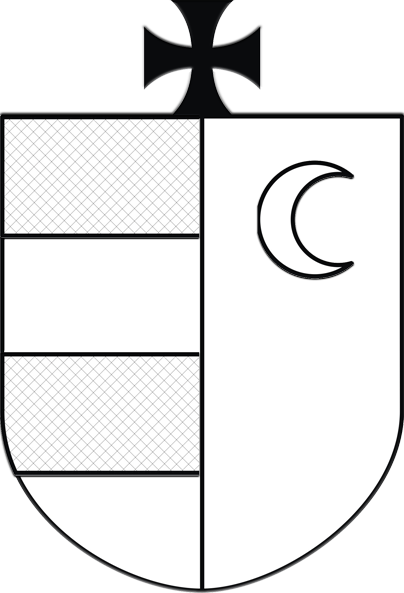
Brasão de Armas sob Ladislau I (1377)
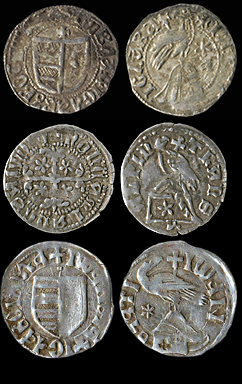
Moedas da Valáquia cunhadas durante a Dinastia Bassarabe (1310-1627)
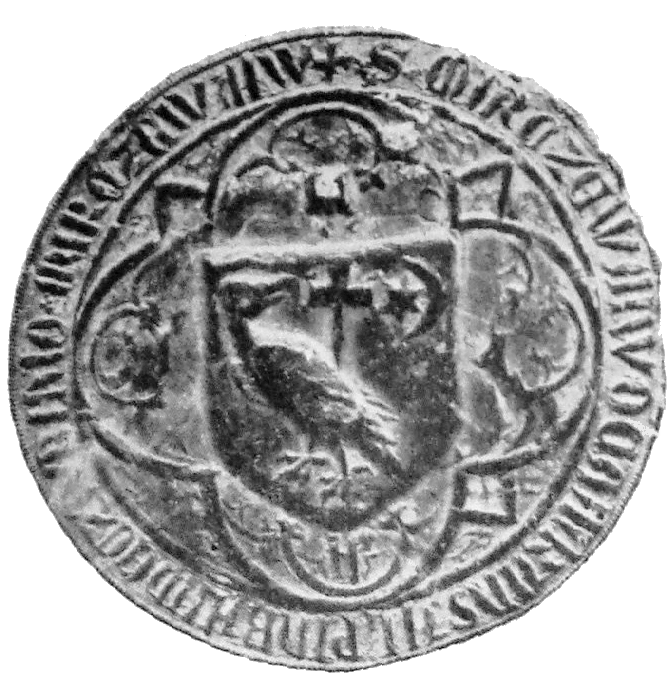
Selo usado por Mircea, o Velho (1390)
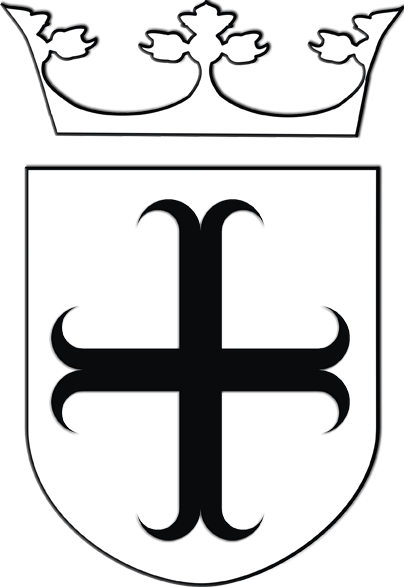
Brasão de Armas sob Dan II da Valáquia (1420)
Brasão de Armas sob Ladislau II (1447)
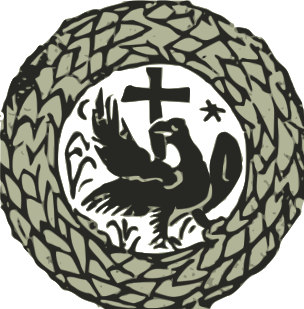
Emblema da Valáquia sob Radu Paisie (1545)
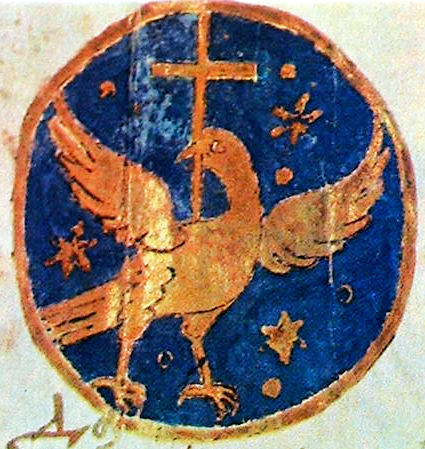
Brasão de armas sob Radu Serban (1608)
Brasão de Armas de Matei Basarab (1632) [104]
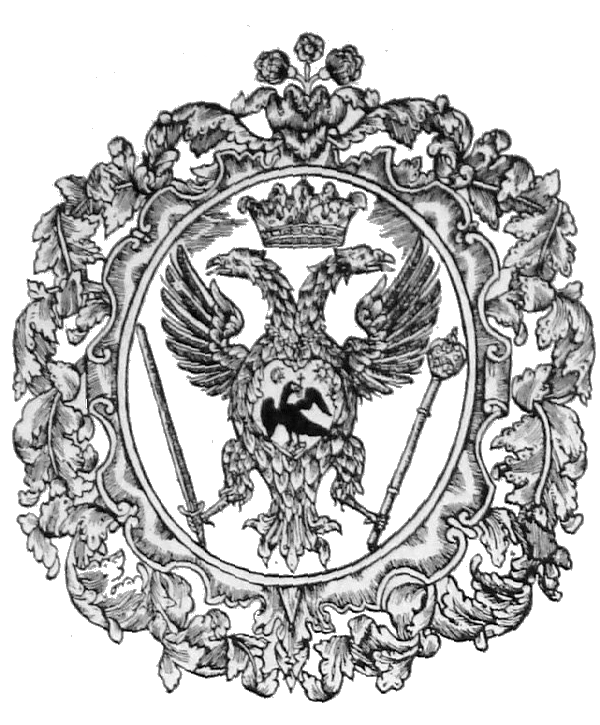
Brasão de Armas de Serban Cantacuzino (1688)
Brasão de Constantin Brâncoveanu (1700)
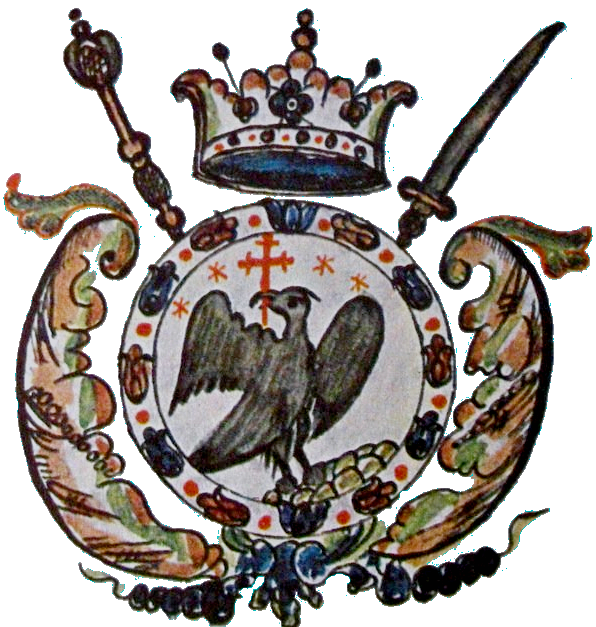
Brasão de Dionisie Eclesiarhul (1795)
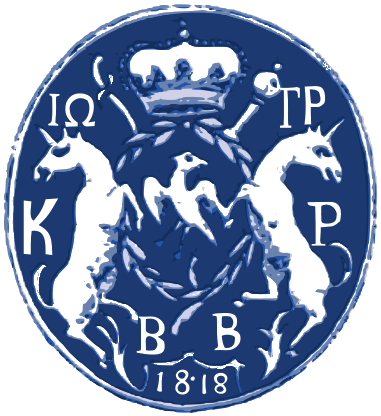
Selo usado por John George Caradja (1812)

## Forças Militares
Os militares da Valáquia existiram ao longo da história do país. Desde a sua fundação até 1860, quando se uniu ao exército da Moldávia no que viria a ser o Exército Romeno.
O exército consistia principalmente de cavalaria leve, usada em táticas de bater e fugir, embora também existissem várias outras unidades. Entre os séculos XVI e XVIII, o exército era formado principalmente por unidades mercenárias. Em 1830, seguindo o Regulamentul Organic, foi criado o exército permanente da Valáquia.
A frota da Valáquia utilizou barcos fluviais de vários tamanhos entre os séculos XV e XVII. Em 1794, uma pequena flotilha foi criada com a aprovação da Sublime Porta. Após os regulamentos de 1830, também foi criada uma flotilha militar. A flotilha da Valáquia foi fundida com a da Moldávia em 1860, formando o Corpo da Flotilha do Danúbio, o precursor das Forças Navais Romenas.

## Geografia

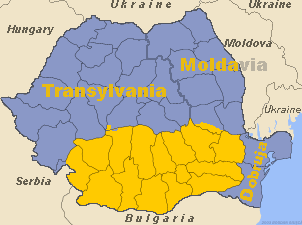
Os distritos atuais que compõem a Valáquia

Com uma área de aproximadamente 77.000km2, a Valáquia está situada ao norte do Danúbio (e da atual Bulgária), a leste da Sérvia e ao sul dos Cárpatos Meridionais, e é tradicionalmente dividida entre Muntênia no leste (como centro político, Muntênia é frequentemente entendida como sinônimo de Valáquia) e Oltênia (um antigo banato) no oeste. A linha divisória entre os dois é o Rio Olt. 
A fronteira tradicional da Valáquia com a Moldávia coincidia com o Rio Milcov na maior parte de sua extensão. A leste, na curva norte-sul do Danúbio, a Valáquia faz fronteira com Dobruja (Dobruja do Norte). Sobre os Cárpatos, a Valáquia compartilhava uma fronteira com a Transilvânia; os príncipes valáquios há muito tempo detêm a posse de áreas ao norte da linha (Amlaș, Ciceu, Făgăraș e Hațeg), que geralmente não são consideradas parte da Valáquia propriamente dita. 
A capital mudou ao longo do tempo, de Câmpulung para Curtea de Argeș, depois para Târgoviște e, após o final do século XVII, para Bucareste. 

### Mapas

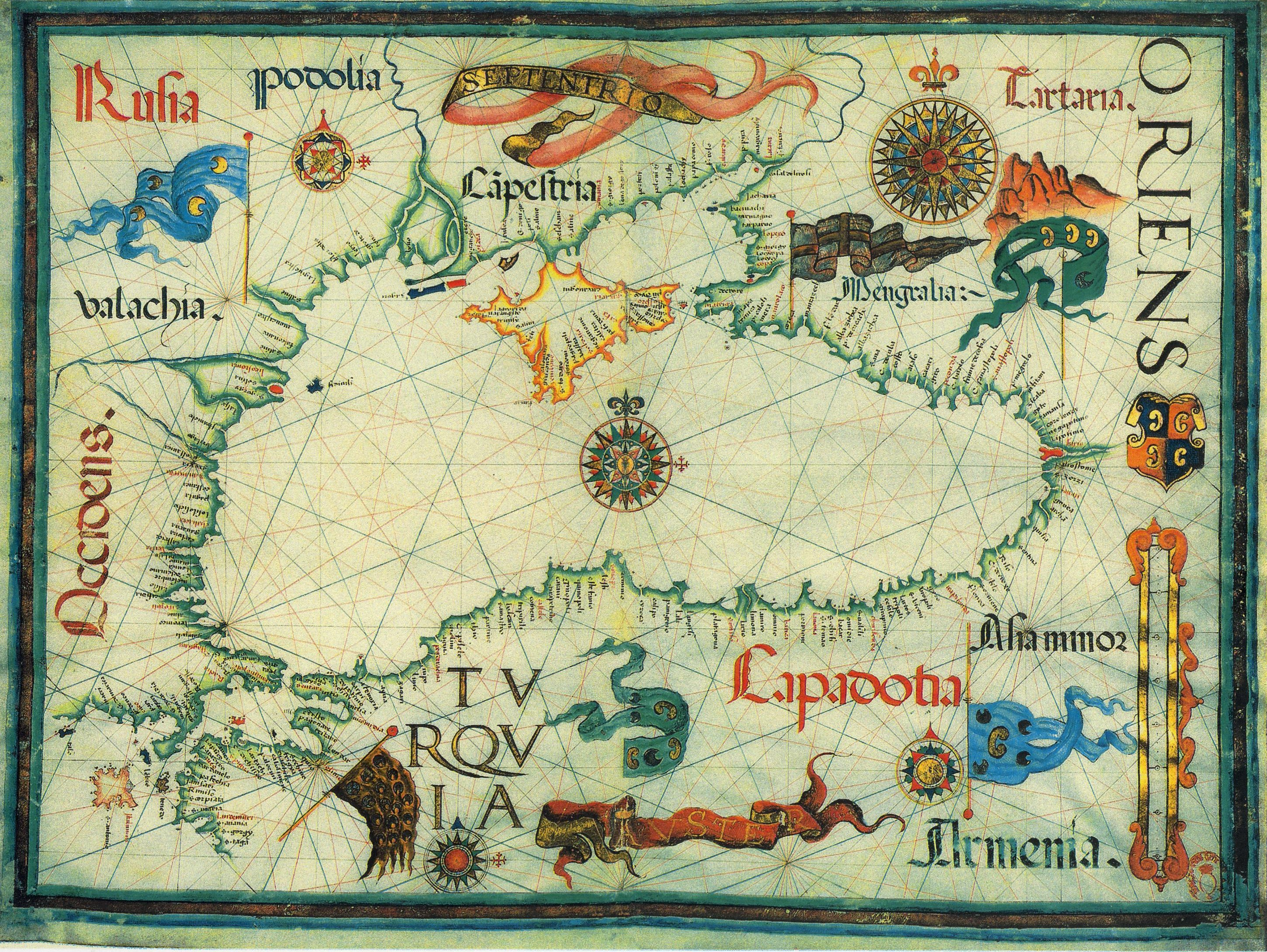
Valáquia, conforme mostrado em um mapa mais amplo do Mar Negro (meados do século XVI)
Valáquia, como parte dos estados ortodoxos da Santa Liga
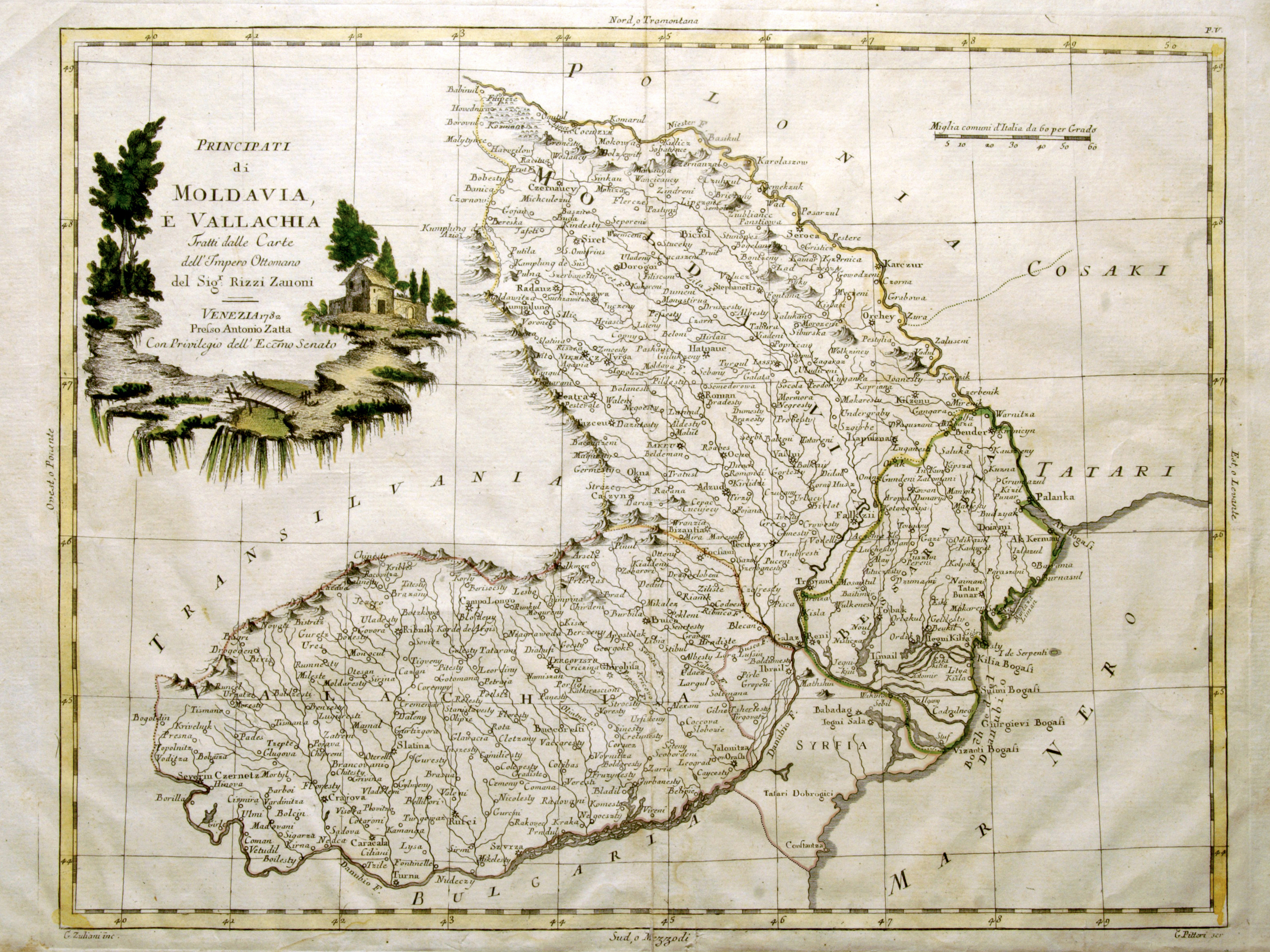
Os Principados da Moldávia e da Valáquia em 1786, conforme representado em um mapa italiano de G. Pittori (em homenagem ao geógrafo Giovanni Antonio Rizzi Zannoni)
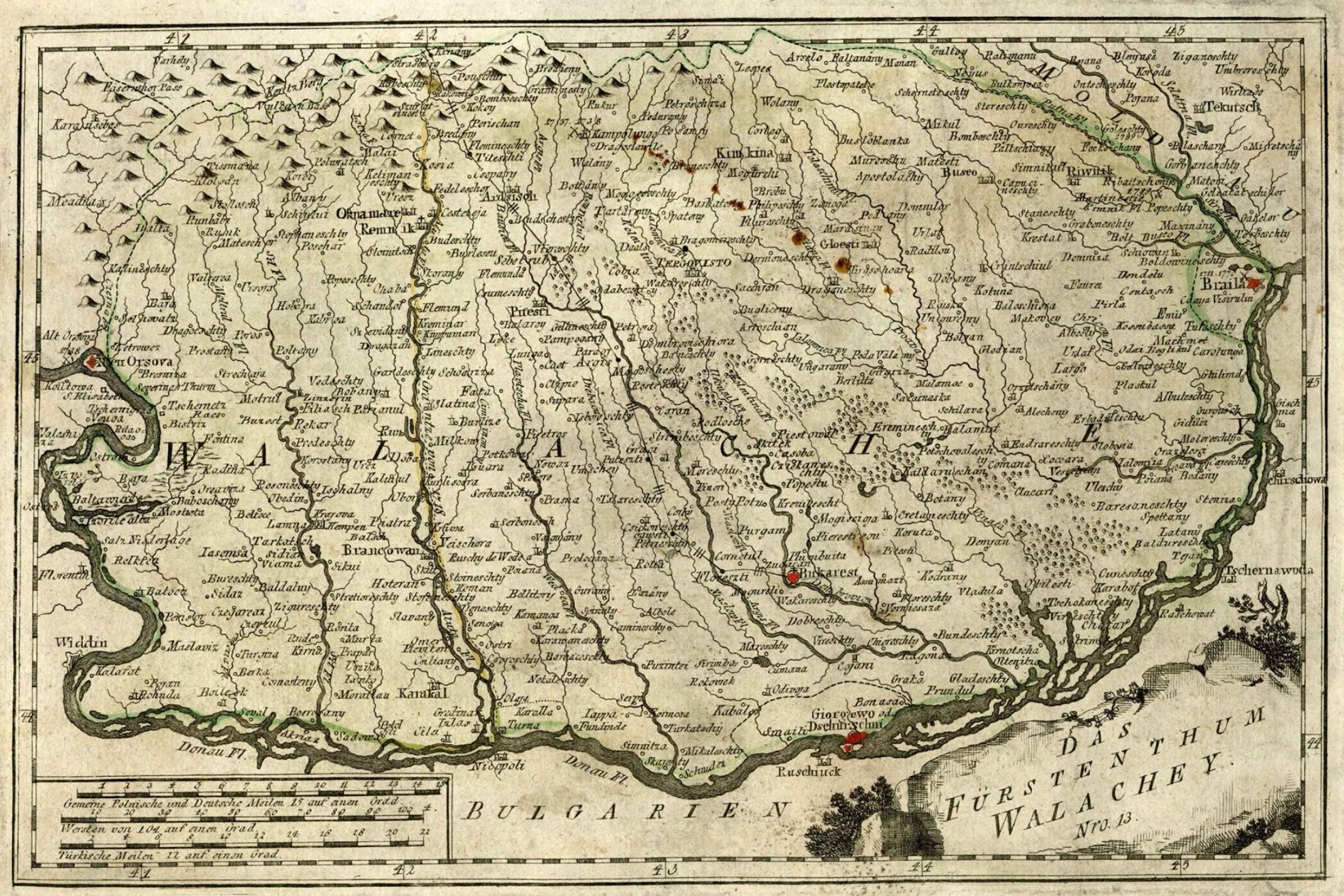
FJJ, von Reilly, Das Furstenthum Walachey, Viena, 1789
Comércio de sal na Valáquia entre os séculos XVI e XIX
A região da Valáquia na Romênia contemporânea

## População

### População histórica
Historiadores contemporâneos estimam a população da Valáquia no século XV em 500.000 pessoas.  Em 1859, a população da Valáquia era de 2.400.921 (1.586.596 em Muntênia e 814.325 em Oltênia). 

### População atual
De acordo com os últimos dados do censo de 2011, a região tem uma população total de 8.256.532 habitantes, distribuídos entre os seguintes grupos étnicos (conforme censo de 2001): romenos (97%), ciganos (2,5%), outros (0,5%). 

### Cidades
As maiores cidades (de acordo com o censo de 2011) na região da Valáquia são: 
- Bucareste (1.883.425)
- Craiova (269.506)
- Ploieşti (209.945)
- Braila (180.302)
- Piteşti (155.383)
- Buzău (115.494)
- Drobeta-Turnu Severin (92.617)
- Râmnicu Vâlcea (92.573)

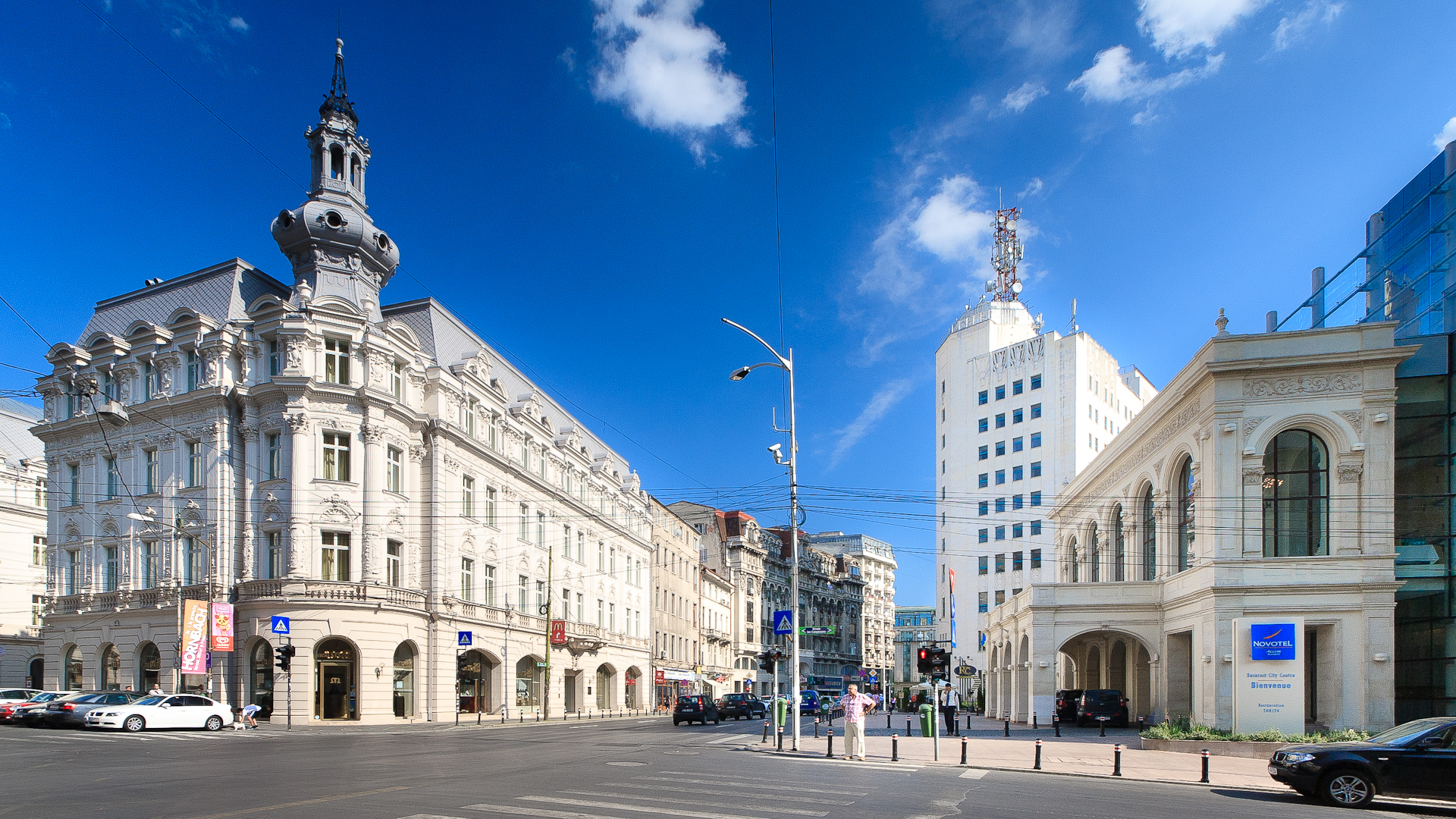
Bucareste
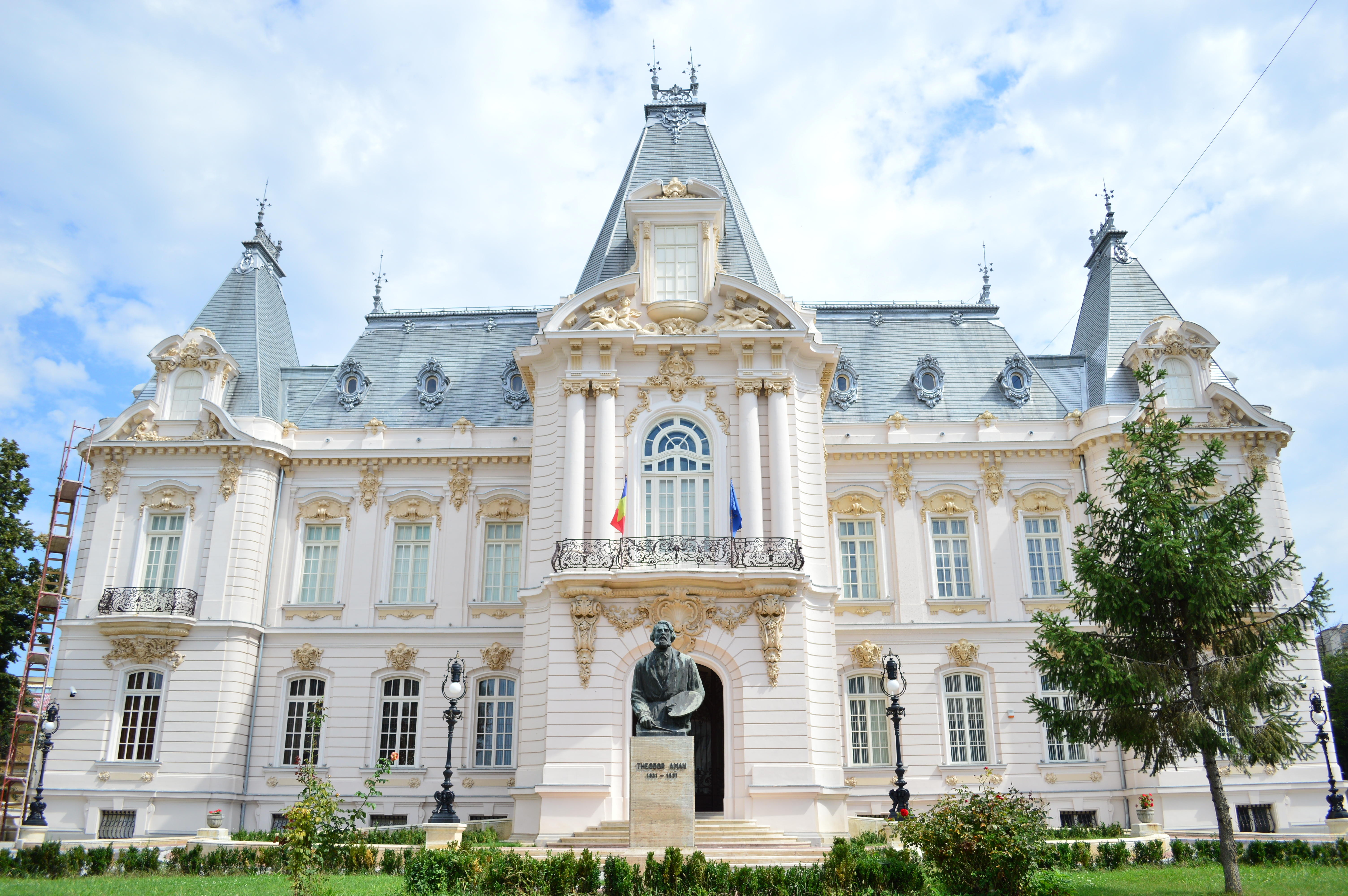
Craiova
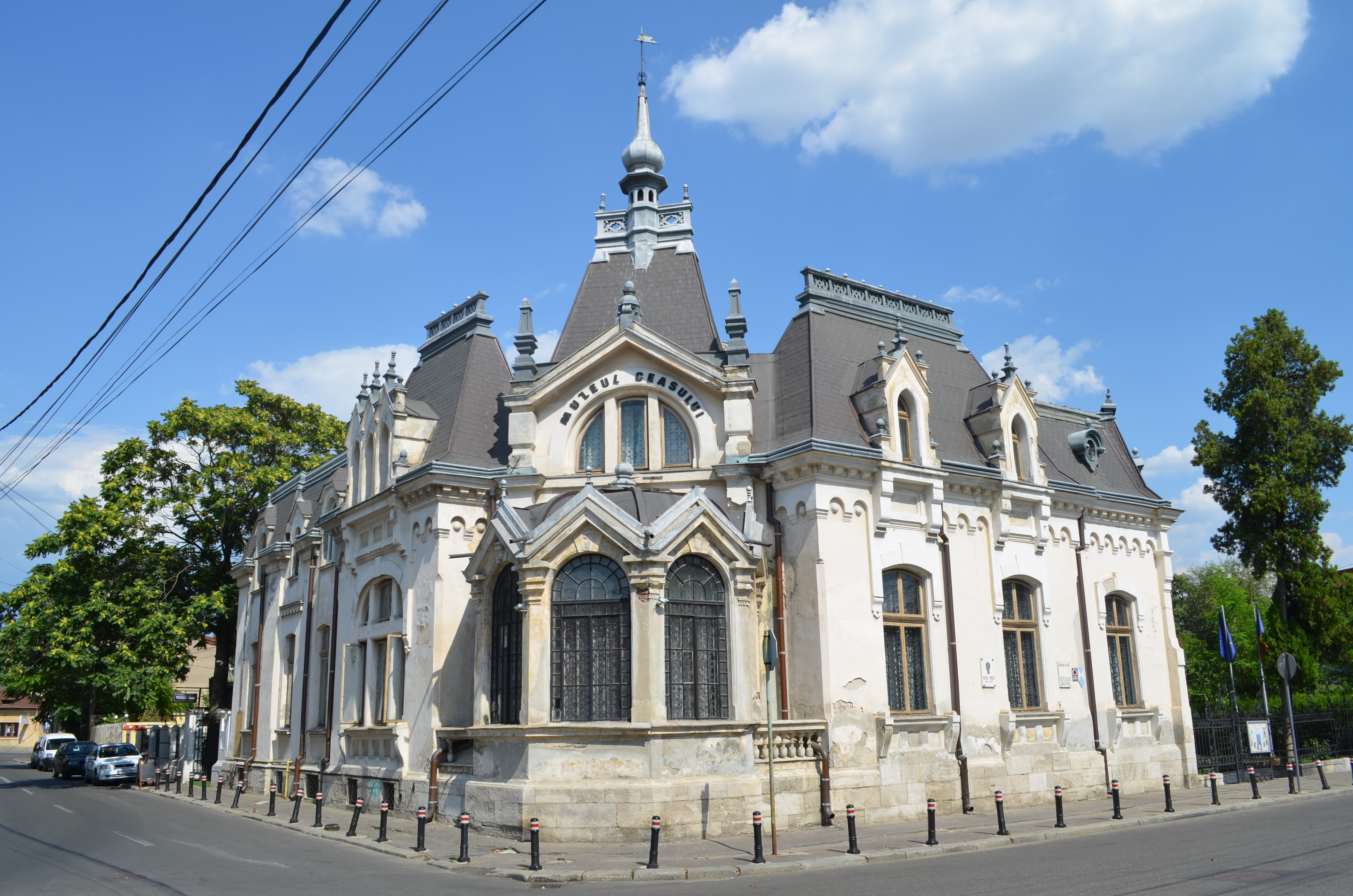
Ploieşti
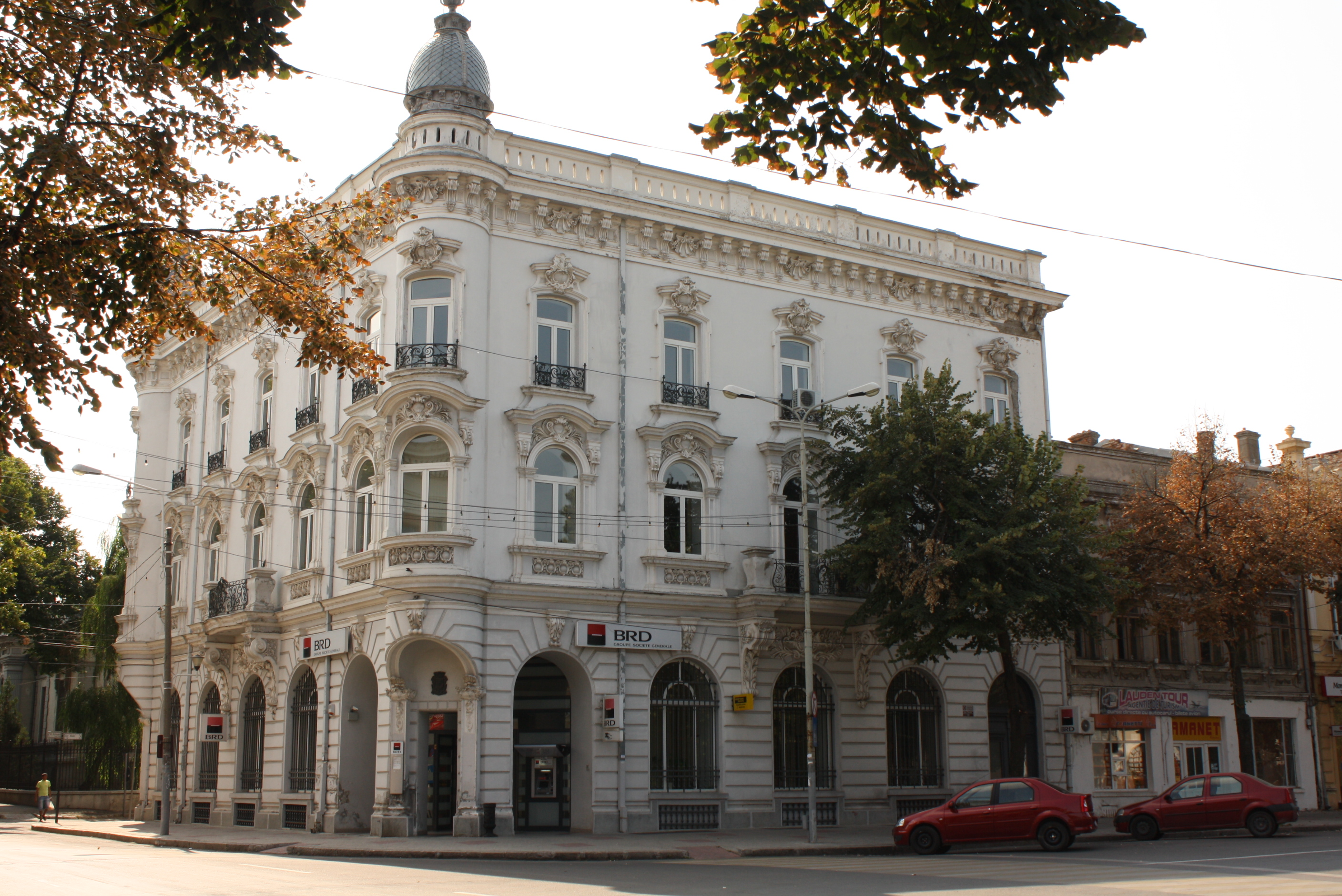
Braila
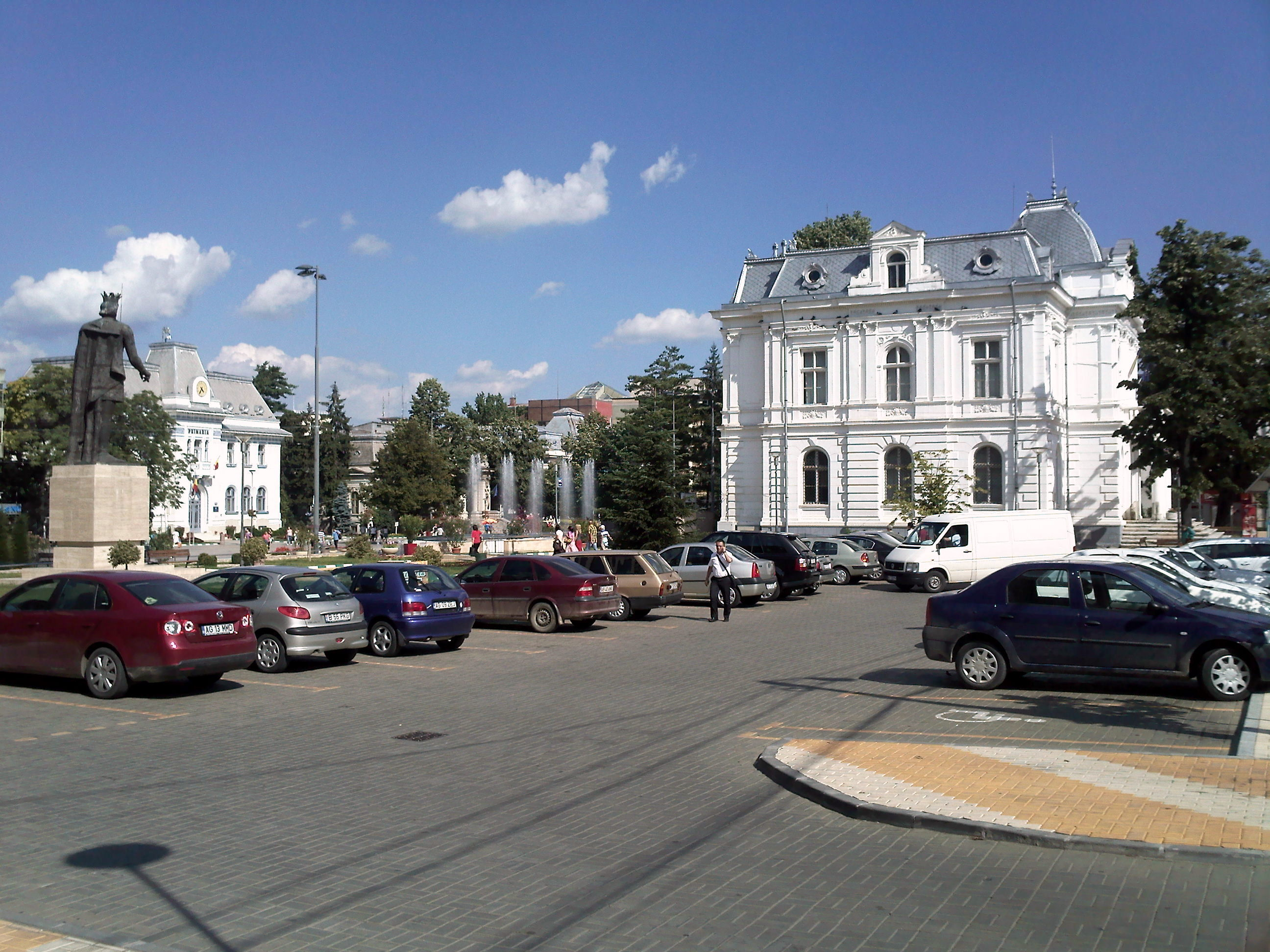
Piteşti
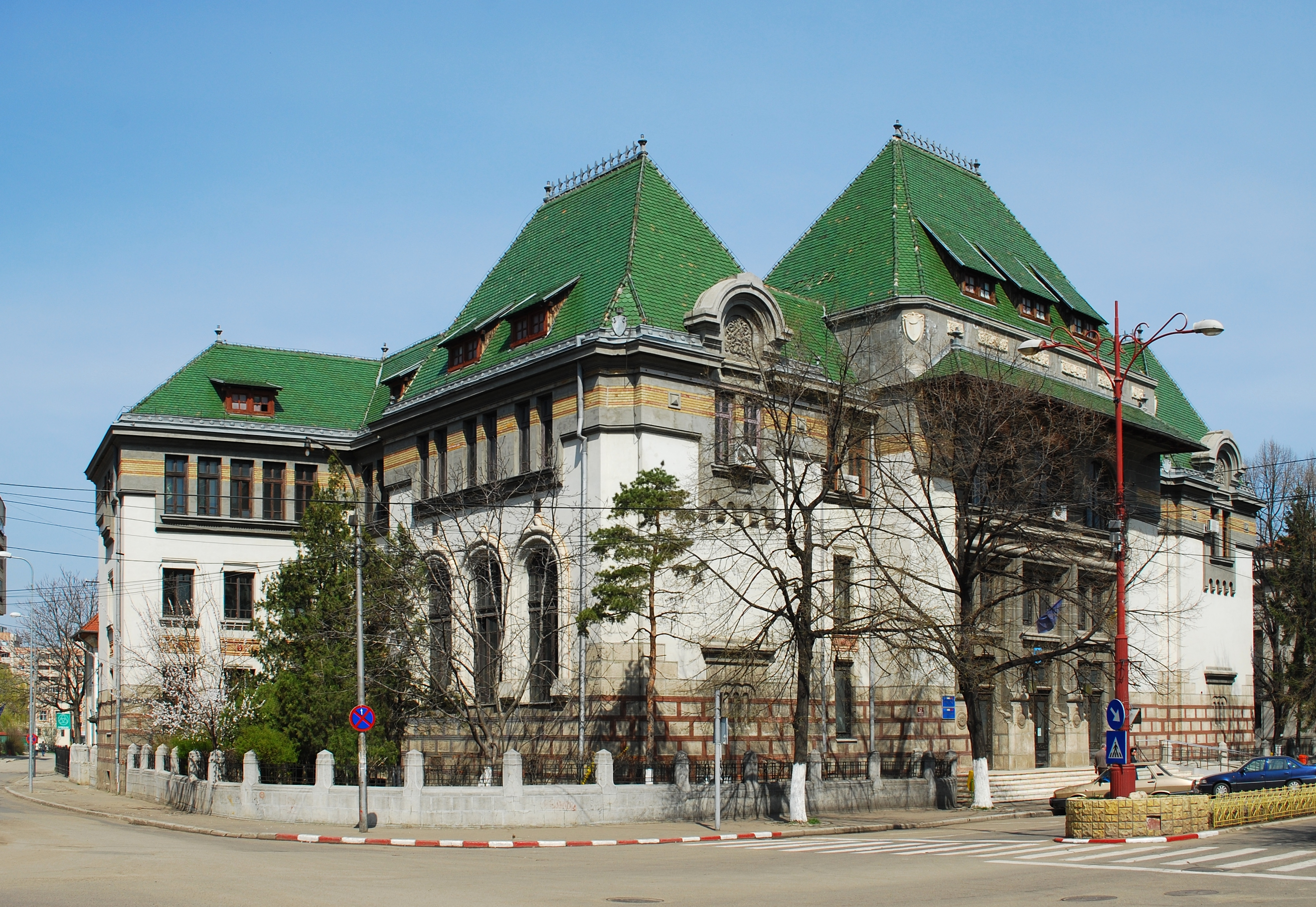
Buzău
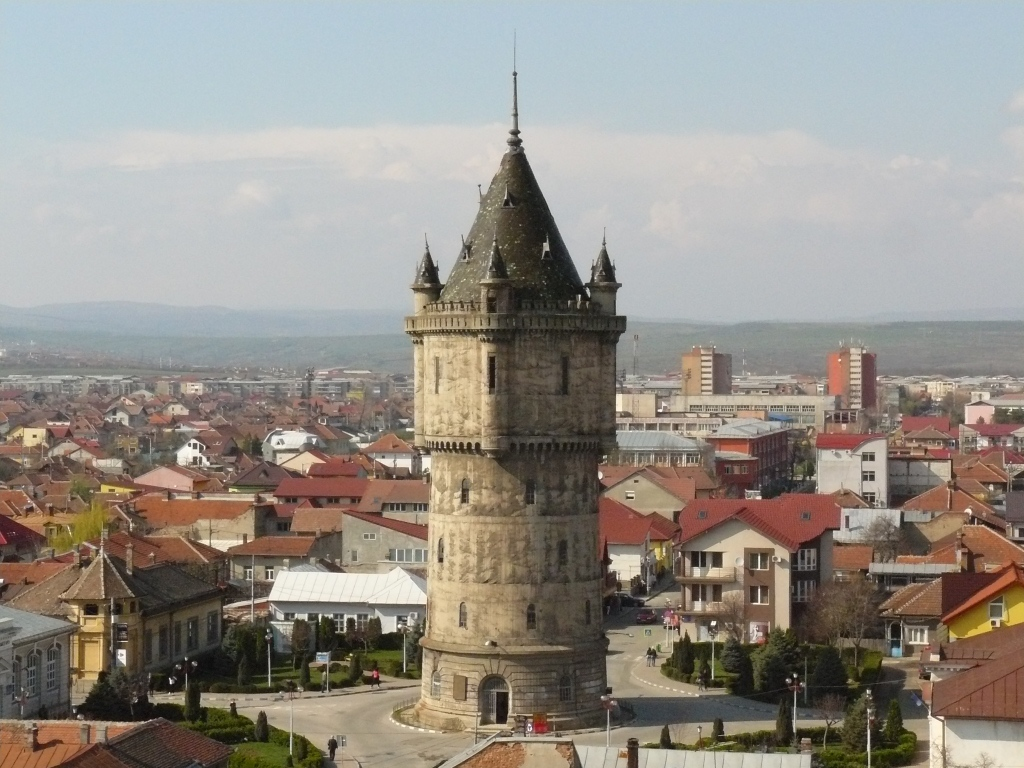
Drobeta-Turnu Severin
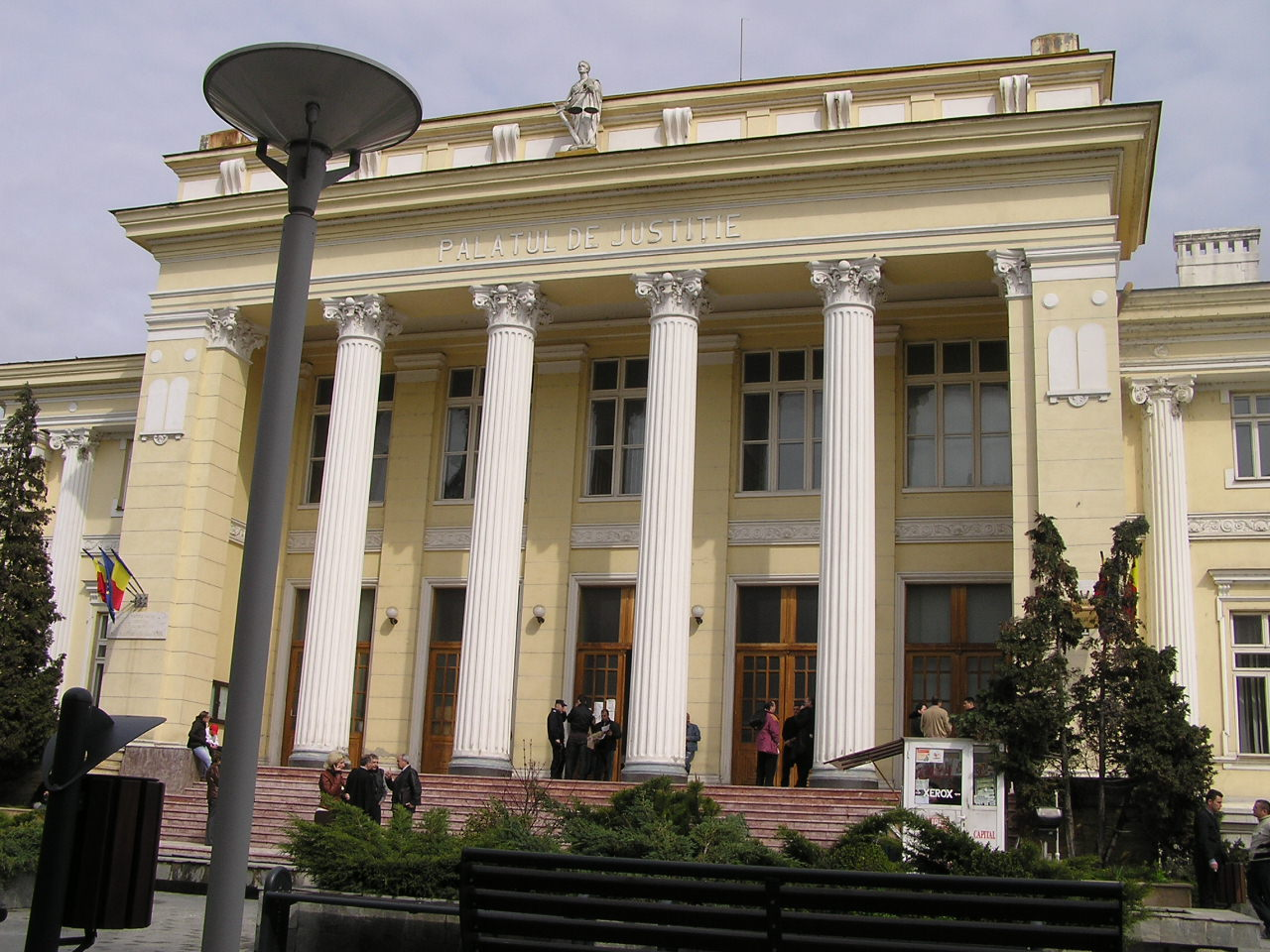
Râmnicu Vâlcea
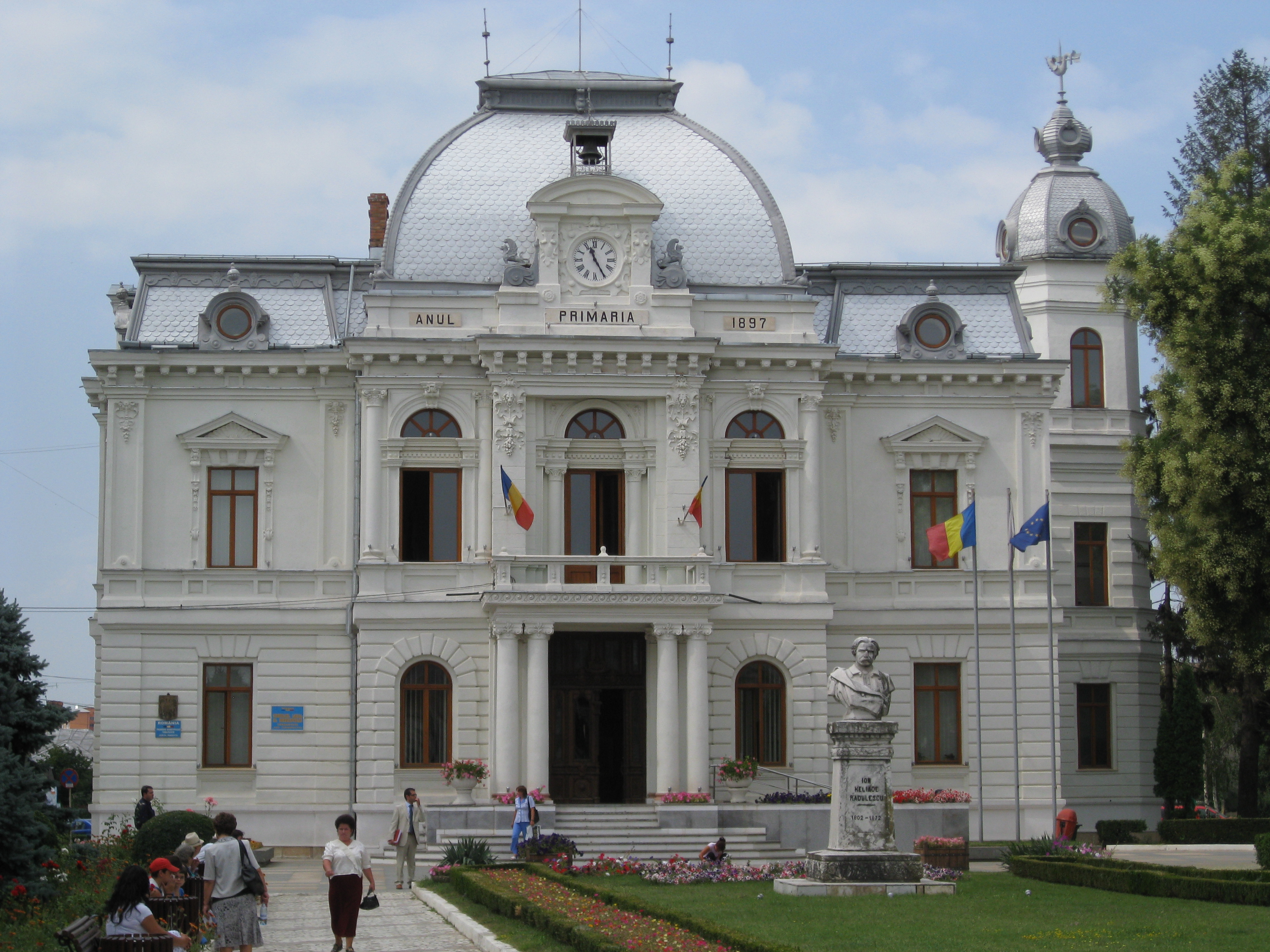
Târgoviște
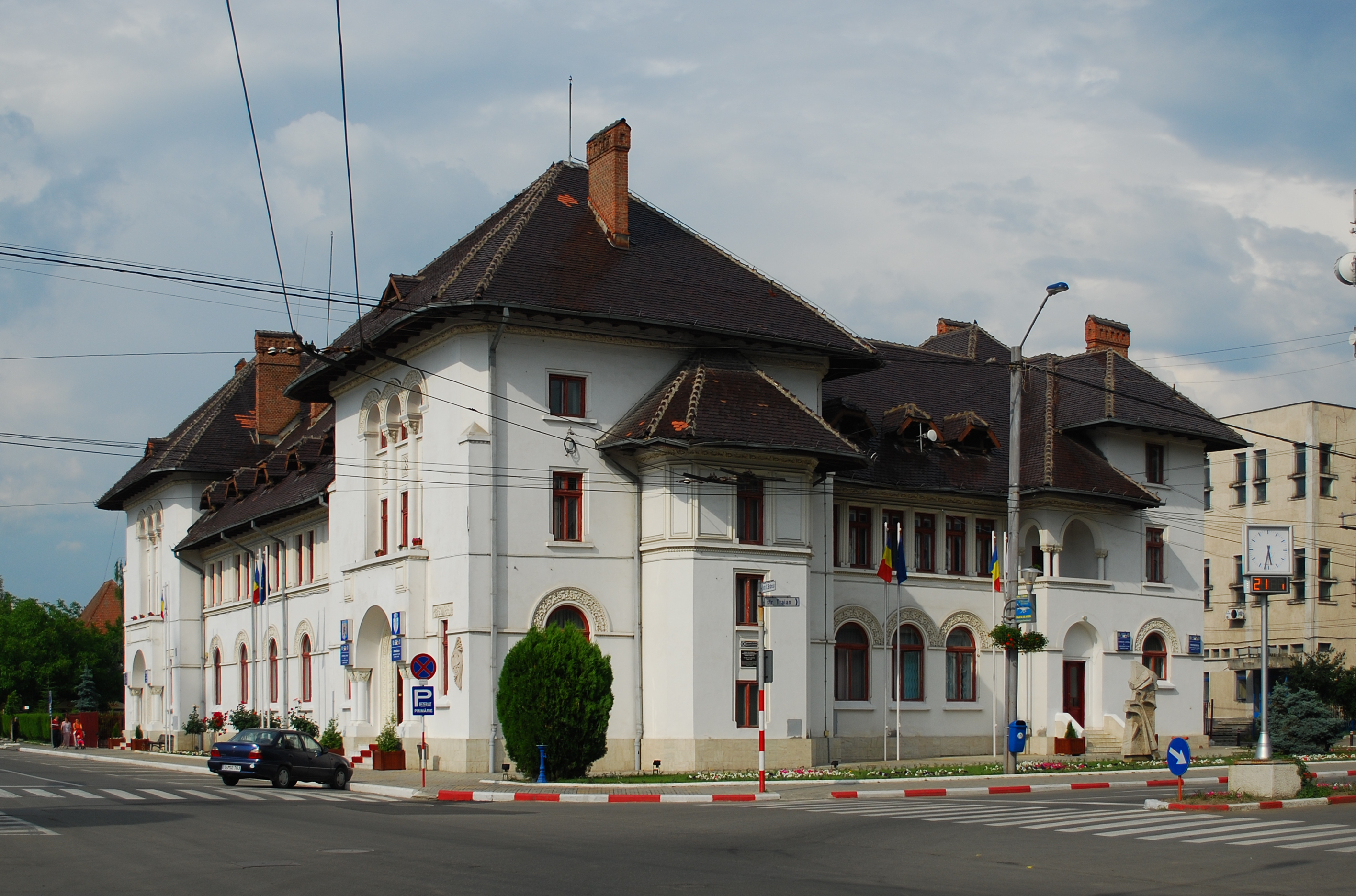
Târgu Jiu
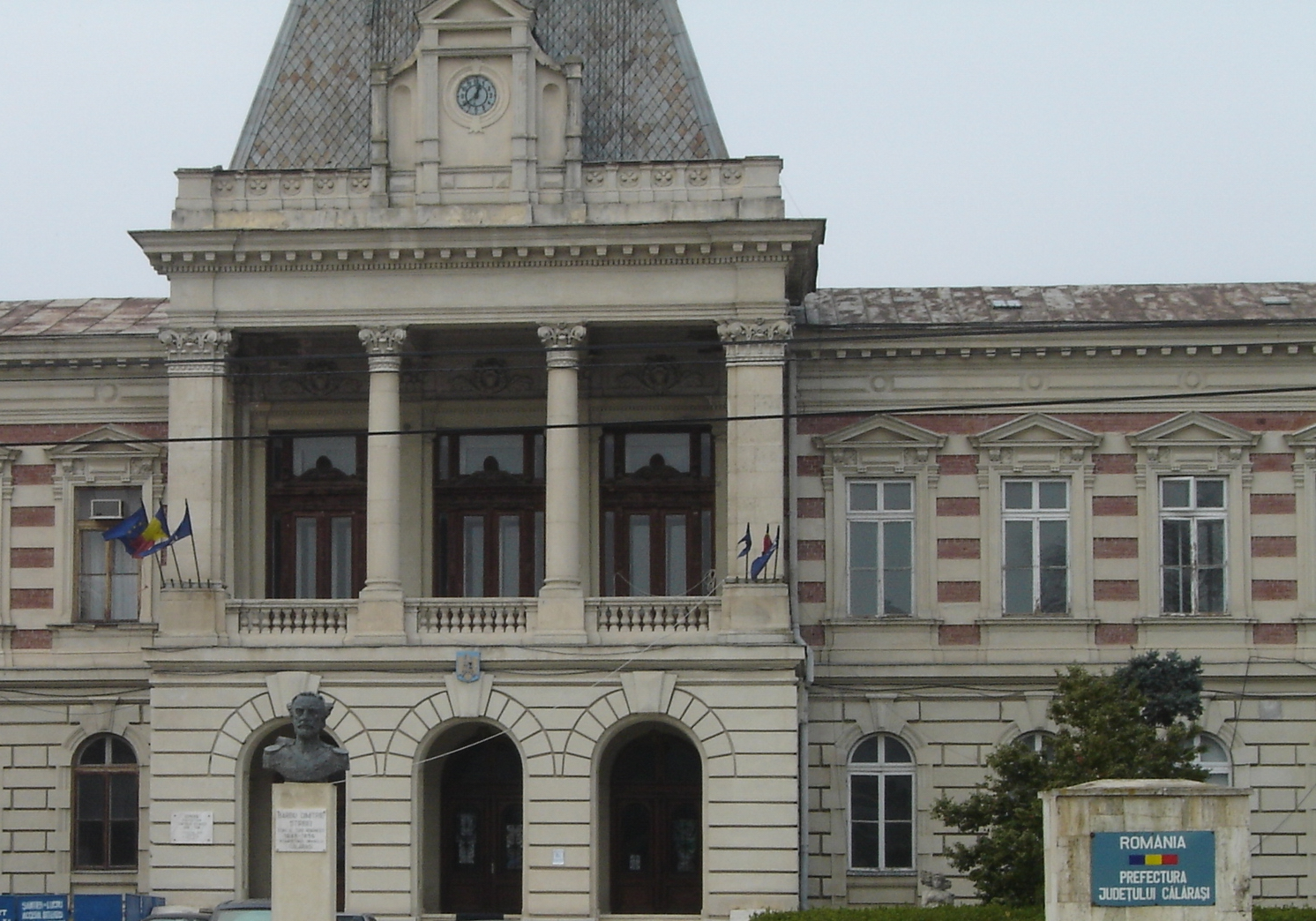
Călăraşi
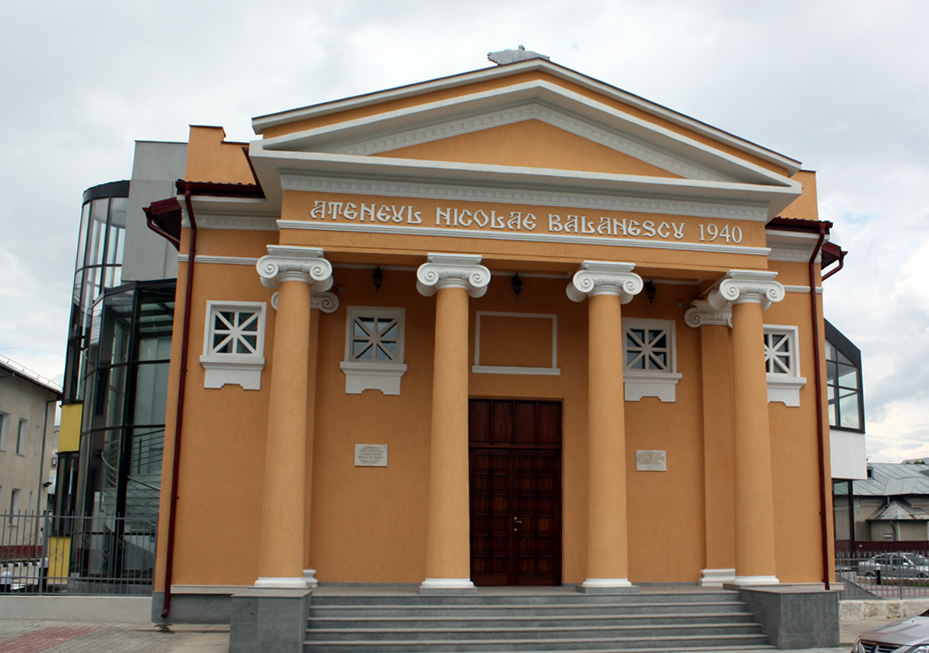
Giurgiu
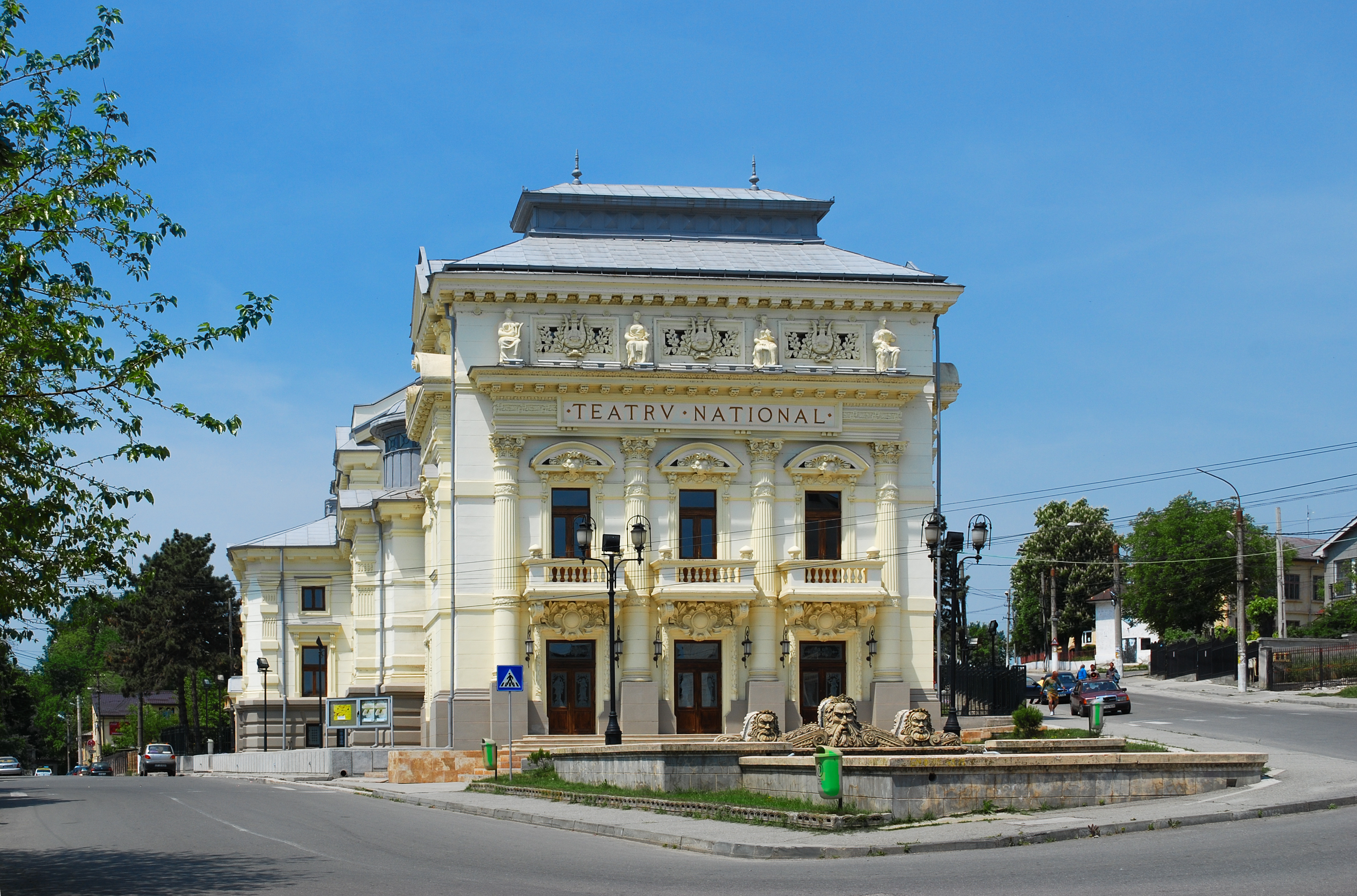
Caracal
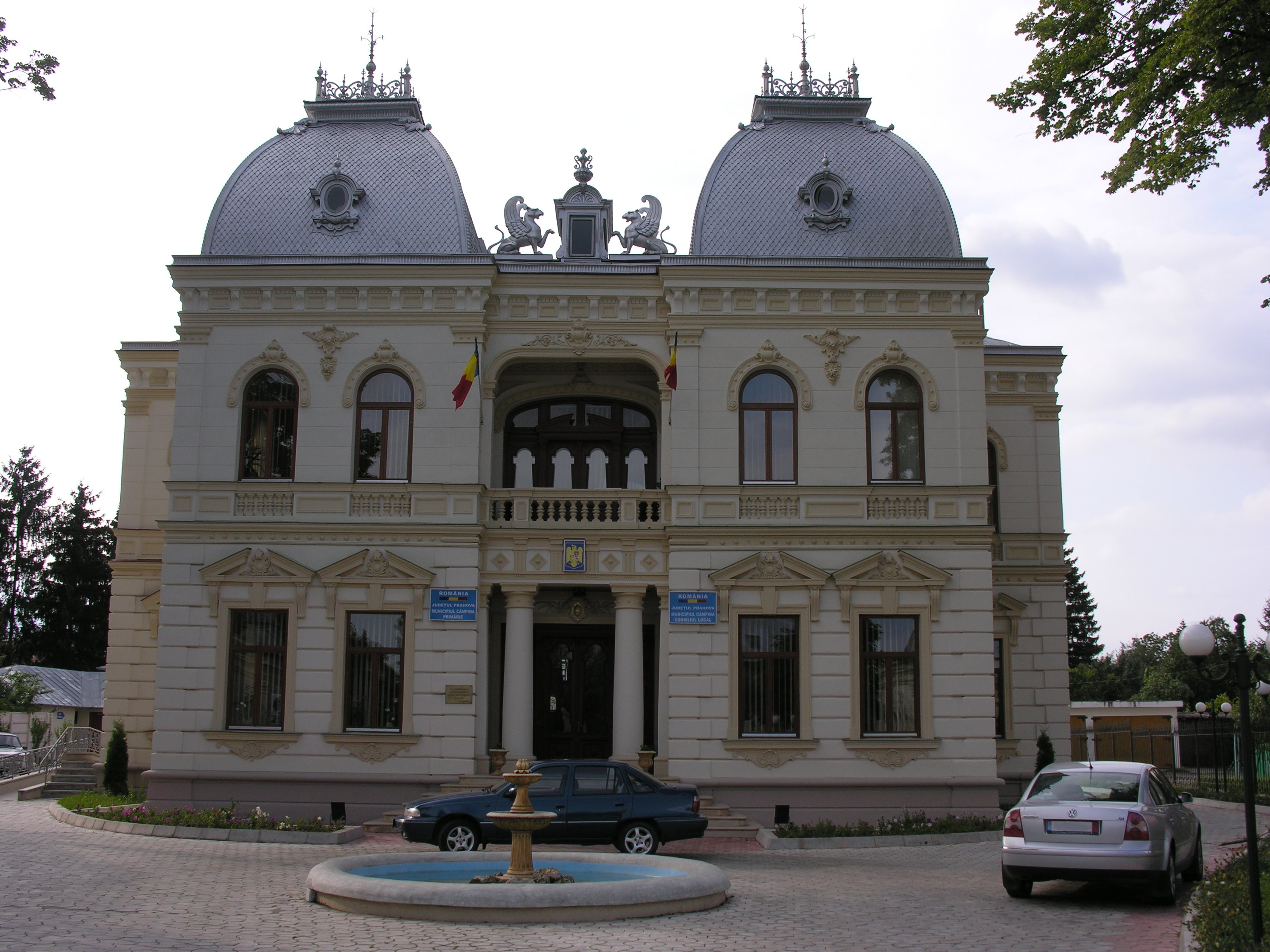
Câmpina
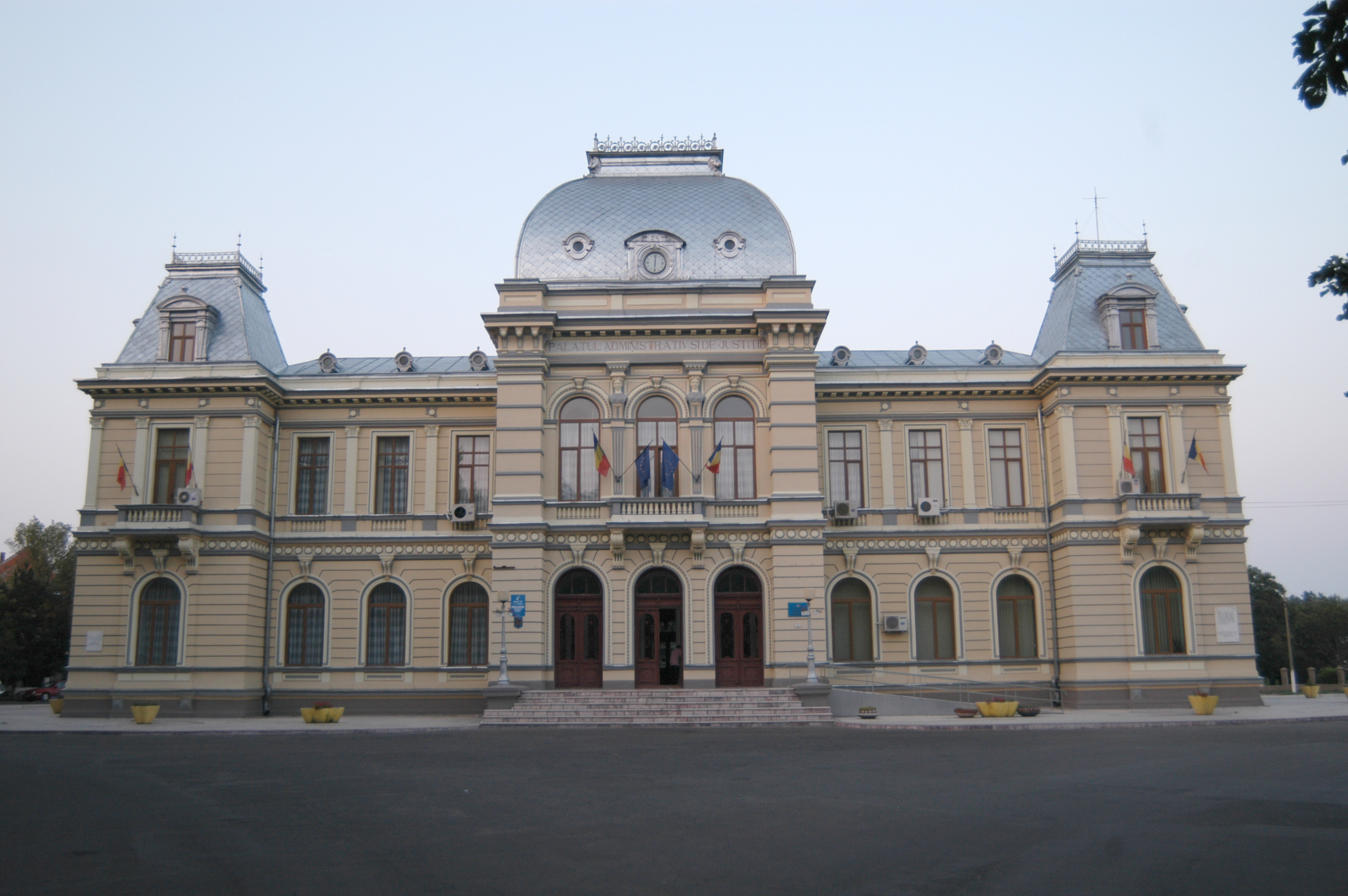
Râmnicu Sărat
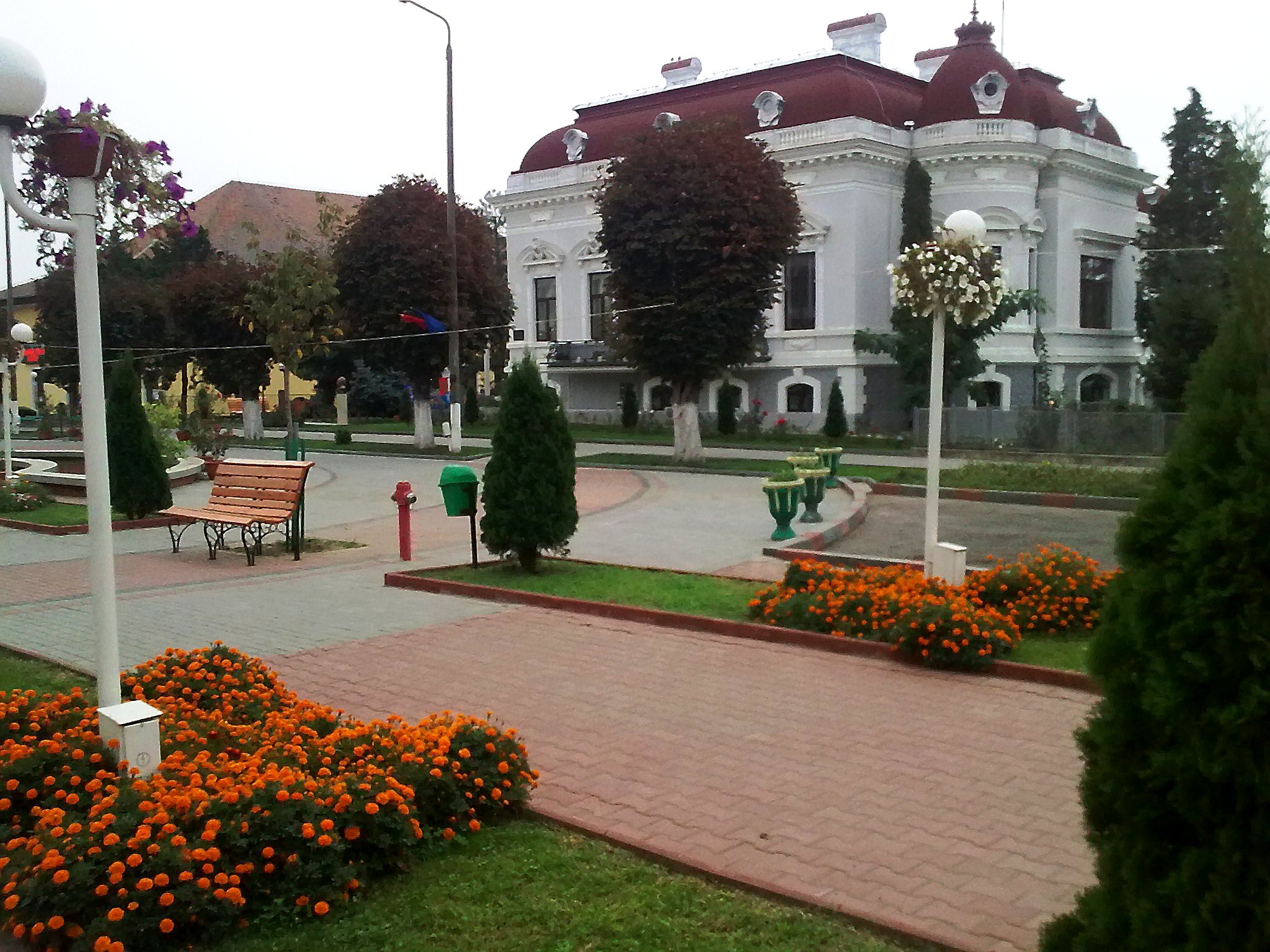
Calafat
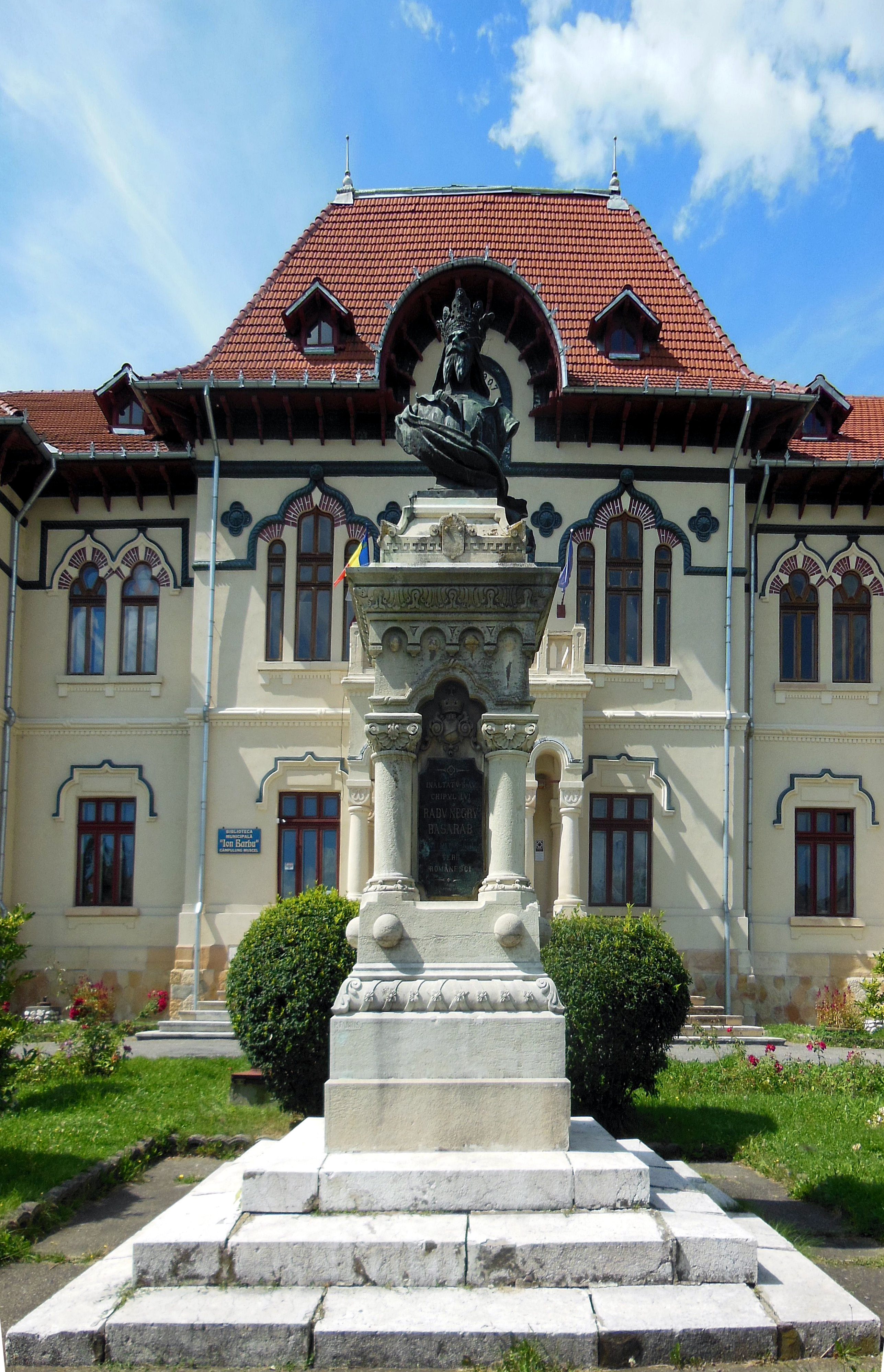
Câmpulung
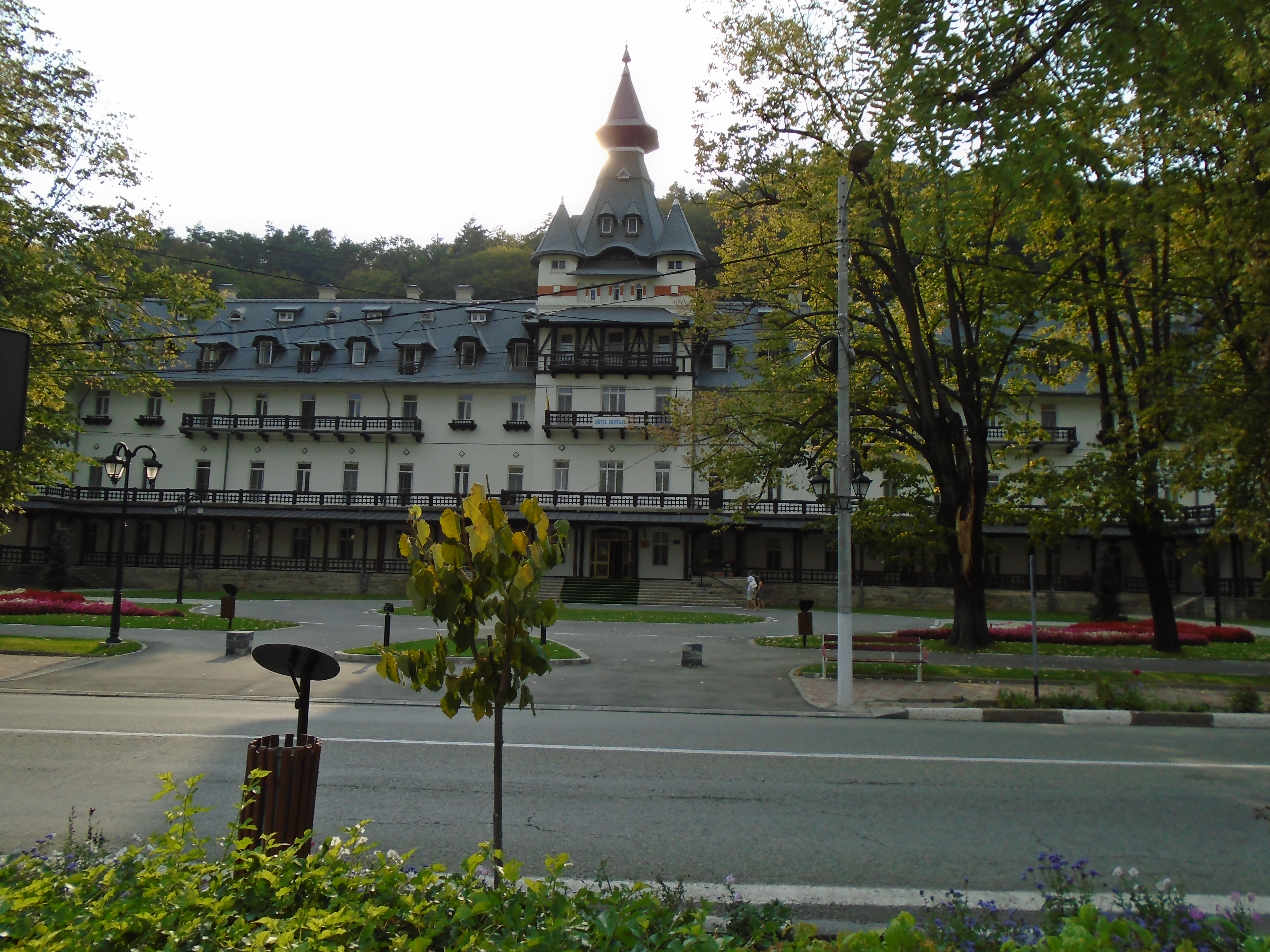
Calímonești
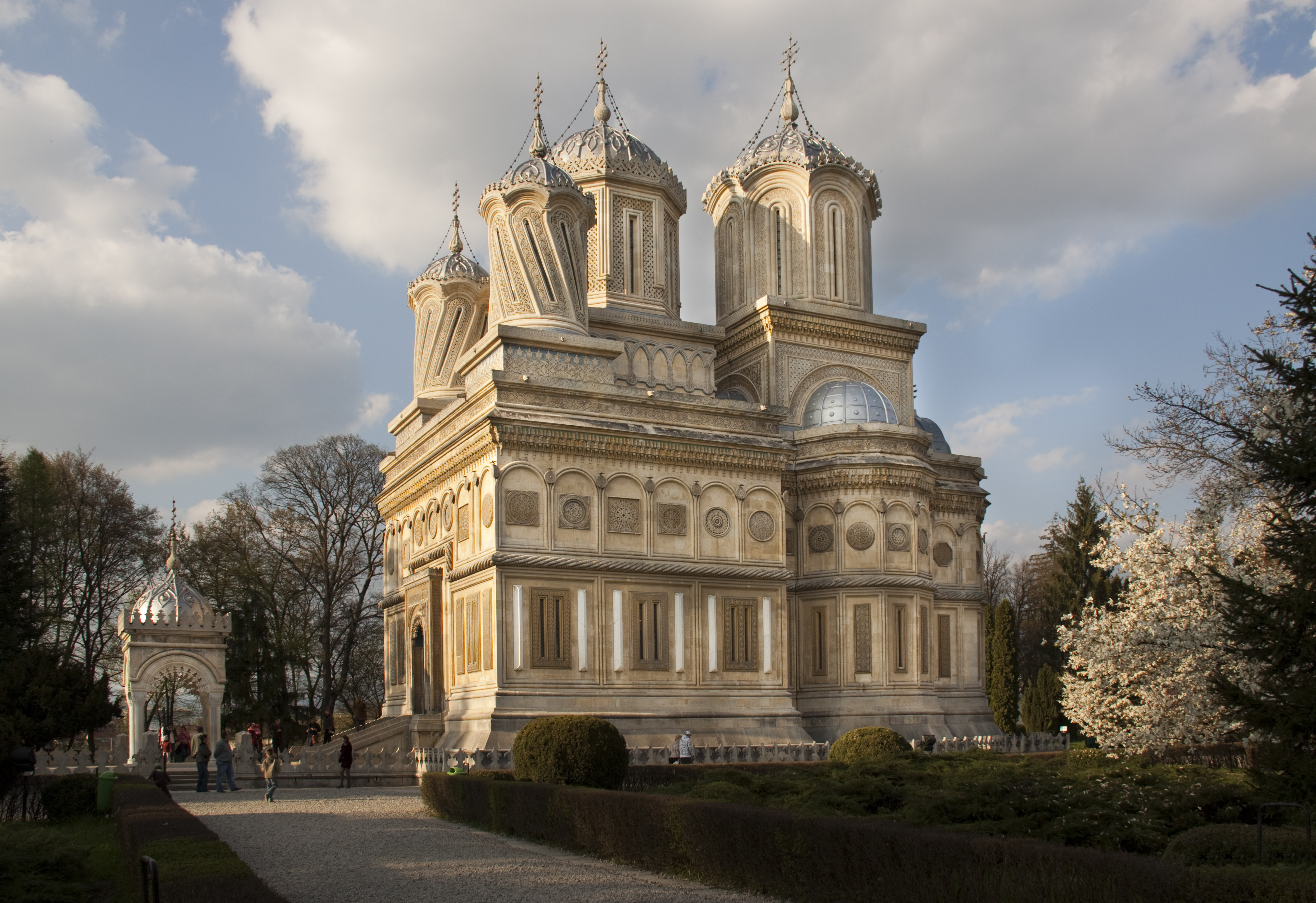
Curtea de Argeș
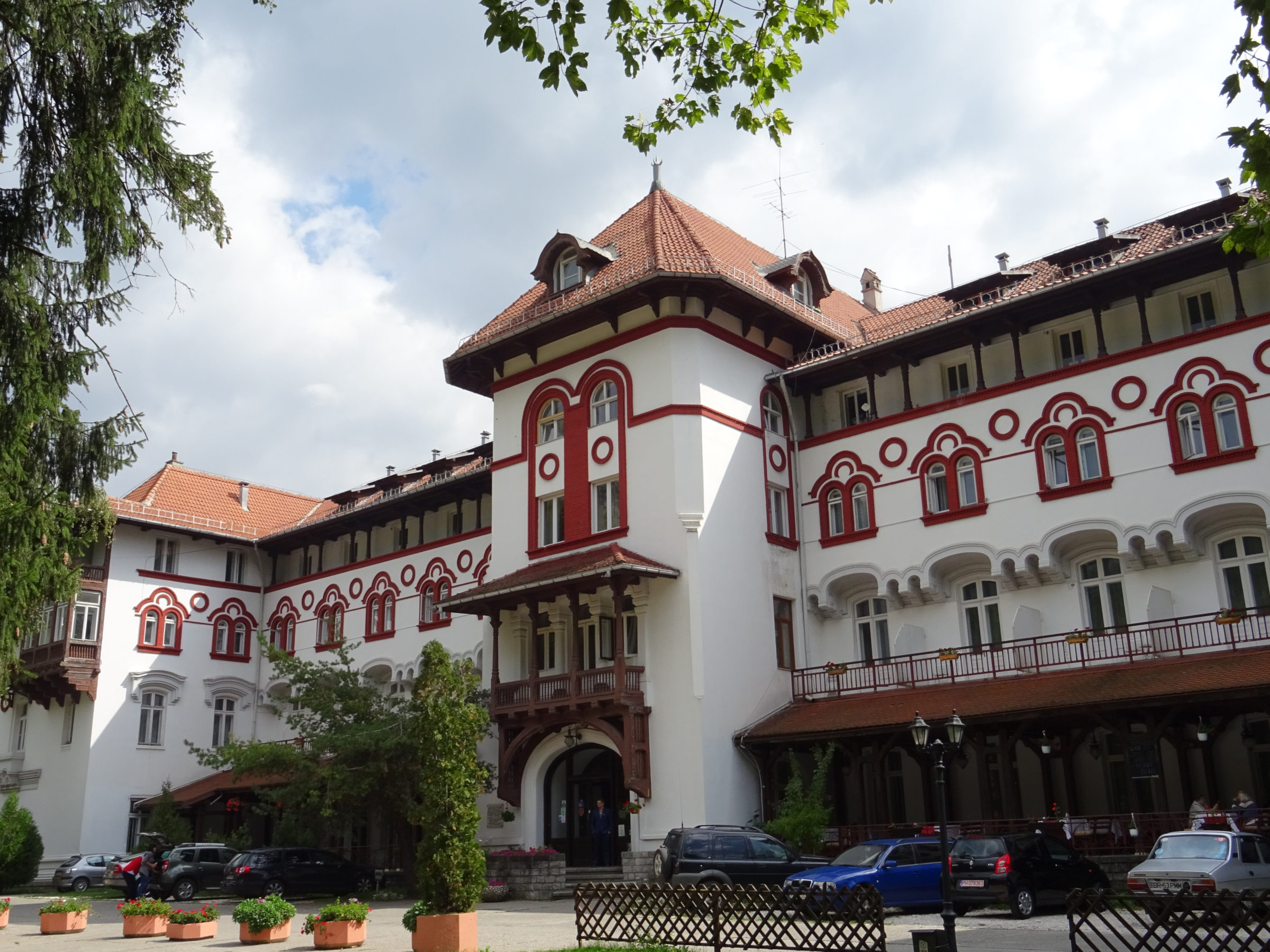
Sinaia